# Estados Unidos nos Jogos Olímpicos de Verão de 2008
Os Estados Unidos competiram nos Jogos Olímpicos de Verão de 2008, em Pequim, na China.
O país planejou levar a maior delegação de sua história à cidade oriental e competiu em 27 dos 28 esportes. Apenas no handebol o país não classificou equipe, nem masculina nem feminina. Na ginástica, os norte-americanos classificaram representantes para a ginástica artística e de trampolim, mas não obtiveram a classificação para a ginástica rítmica.
Pela primeira vez desde os Jogos Olímpicos de Verão de 1992, os Estados Unidos não encerraram na liderança do quadro de medalhas. Apesar de terem conquistado o maior número delas, perderam em total de medalhas de ouro para a China (51 a 36).
Estas Olimpíadas marcaram o recorde de oito medalhas de ouro em uma mesma edição para o nadador Michael Phelps, que superou o compatriota Mark Spitz (sete nos Jogos de 1972). Phelps também superou Spitz, a soviética Larissa Latynina, o finlandês Paavo Nurmi e o também compatriota Carl Lewis no número de medalhas de ouro na história dos Jogos Olímpicos, hoje catorze.
Além dos resultados de Phelps e dos recordes batidos nas piscinas pelos norte-americanos, os Estados Unidos possuíram, nesta edição dos Jogos, 29 dos 132 multimedalhistas olímpicos. Os destaques foram: o nadador Ryan Lochte - com dois ouros e dois bronzes - o nadador Michael Phelps - com oito medalhas de ouro -, a nadadora Natalie Coughlin - com um ouro, duas pratas e três bronzes -, a ginasta Nastia Liukin - com uma medalha de ouro, duas de prata e uma de bronze - e a ginasta Shawn Johnson - com um ouro e três pratas.

### 

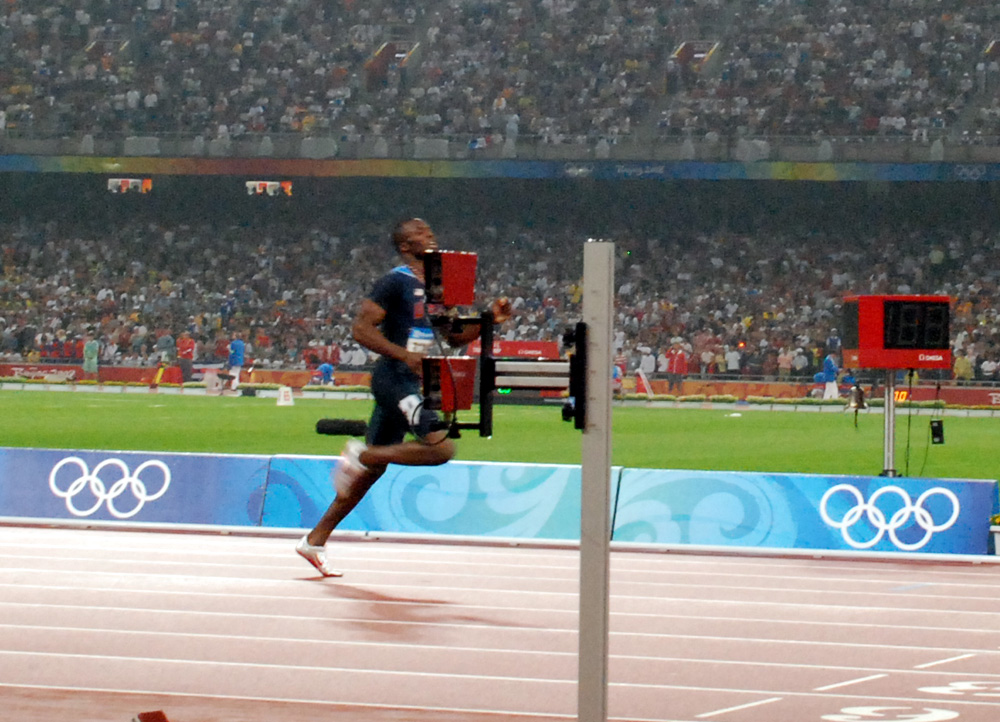
LaShawn Merritt conquistou a medalha de ouro nos 400 metros.

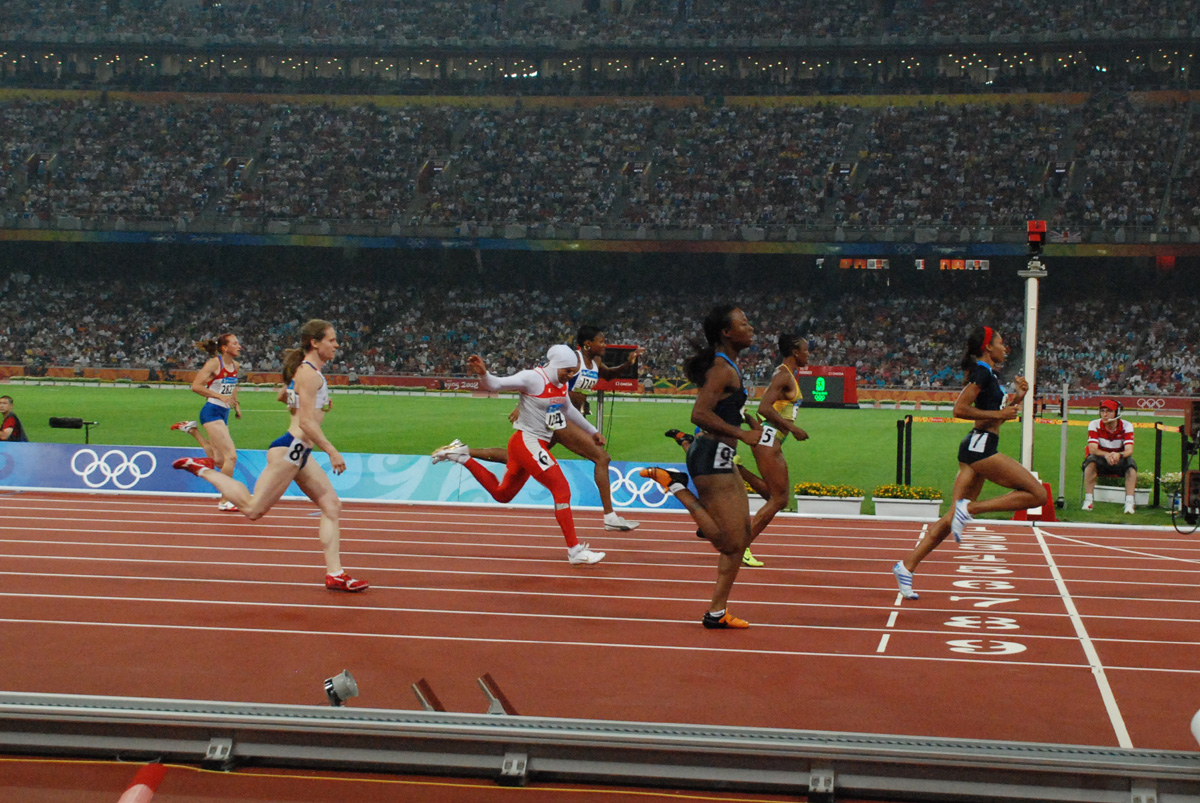
Allyson Felix cruza a meta em primeiro lugar durante uma semifinal dos 200 metros.

## Medalhas
| Mary Whipple Caryn Davies Caroline Lind Susan Francia Anna Cummins | Elle Logan Anna Goodale Lindsay Shoop Erin Cafaro |

| Nicole Barnhart Shannon Boxx Rachel Buehler Lori Chalupny Lauren Cheney Stephanie Cox Tobin Heath Angela Hucles Natasha Kai Carli Lloyd | Kate Markgraf Heather Mitts Heather O'Reilly Christie Rampone Amy Rodriguez Hope Solo Lindsay Tarpley Aly Wagner |

| Seimone Augustus Sue Bird Tamika Catchings Sylvia Fowles Kara Lawson Lisa Leslie | DeLisha Milton-Jones Candace Parker Cappie Pondexter Katie Smith Diana Taurasi Tina Thompson |

| Carmelo Anthony Carlos Boozer Chris Bosh Kobe Bryant Dwight Howard LeBron James | Jason Kidd Chris Paul Tayshaun Prince Michael Redd Dwyane Wade Deron Williams |

| Lloy Ball Sean Rooney David Lee Rich Lambourne Reid Priddy Ryan Millar | Riley Salmon Tom Hoff Clay Stanley Kevin Hansen Gabe Gardner Scott Touzinsky |

| Elizabeth Armstrong Heather Petri Brittany Hayes Brenda Villa Lauren Wenger Natalie Golda Patty Cardenas | Jessica Steffens Elsie Windes Alison Gregorka Moriah van Norman Kami Craig Jaime Hipp |

| Monica Abbott Stacey Nuveman Crystl Bustos Jennie Finch Laura Berg Lauren Lappin Lovieanne Jung Cat Osterman | Tairia Flowers Andrea Duran Jessica Mendoza Victoria Galindo Kelly Kretschman Caitlin Lowe Natasha Watley |

| Ogonna Nnamani Danielle Scott-Arruda Tayyiba Haneef-Park Lindsey Berg Stacy Sykora Nicole Davis | Heather Bown Jennifer Joines Kim Glass Robyn Ah Mow-Santos Kim Willoughby Logan Tom |

| Merrill Moses Peter Varellas Peter Hudnut Jeff Powers Adam Wright Rick Merlo Layne Beaubien | Tony Azevedo Ryan Bailey Tim Hutten Jesse Smith J. W. Krumpholz Brandon Brooks |

| Josh Inman Bryan Volpenhein Daniel Walsh Steven Coppola Micah Boyd | Wyatt Allen Beau Hoopman Matt Schnobrich Marcus McElhenney |

| Brett Anderson Blaine Neal Matt Brown Nate Schierholtz Jeremy Cummings Michael Koplove Terry Tiffee Kevin Jepsen Brian Duensing Dexter Fowler Brandon Knight Mike Hessman | Casey Weathers Jason Donald Jayson Nix Taylor Teagarden Stephen Strasburg Jake Arrieta Lou Marson Matt LaPorta Trevor Cahill Brian Barden John Gall Jeff Stevens |

| Mary Whipple Caryn Davies Caroline Lind Susan Francia Anna Cummins | Elle Logan Anna Goodale Lindsay Shoop Erin Cafaro |

| Nicole Barnhart Shannon Boxx Rachel Buehler Lori Chalupny Lauren Cheney Stephanie Cox Tobin Heath Angela Hucles Natasha Kai Carli Lloyd | Kate Markgraf Heather Mitts Heather O'Reilly Christie Rampone Amy Rodriguez Hope Solo Lindsay Tarpley Aly Wagner |

| Seimone Augustus Sue Bird Tamika Catchings Sylvia Fowles Kara Lawson Lisa Leslie | DeLisha Milton-Jones Candace Parker Cappie Pondexter Katie Smith Diana Taurasi Tina Thompson |

| Carmelo Anthony Carlos Boozer Chris Bosh Kobe Bryant Dwight Howard LeBron James | Jason Kidd Chris Paul Tayshaun Prince Michael Redd Dwyane Wade Deron Williams |

| Lloy Ball Sean Rooney David Lee Rich Lambourne Reid Priddy Ryan Millar | Riley Salmon Tom Hoff Clay Stanley Kevin Hansen Gabe Gardner Scott Touzinsky |

| Elizabeth Armstrong Heather Petri Brittany Hayes Brenda Villa Lauren Wenger Natalie Golda Patty Cardenas | Jessica Steffens Elsie Windes Alison Gregorka Moriah van Norman Kami Craig Jaime Hipp |

| Monica Abbott Stacey Nuveman Crystl Bustos Jennie Finch Laura Berg Lauren Lappin Lovieanne Jung Cat Osterman | Tairia Flowers Andrea Duran Jessica Mendoza Victoria Galindo Kelly Kretschman Caitlin Lowe Natasha Watley |

| Ogonna Nnamani Danielle Scott-Arruda Tayyiba Haneef-Park Lindsey Berg Stacy Sykora Nicole Davis | Heather Bown Jennifer Joines Kim Glass Robyn Ah Mow-Santos Kim Willoughby Logan Tom |

| Merrill Moses Peter Varellas Peter Hudnut Jeff Powers Adam Wright Rick Merlo Layne Beaubien | Tony Azevedo Ryan Bailey Tim Hutten Jesse Smith J. W. Krumpholz Brandon Brooks |

| Josh Inman Bryan Volpenhein Daniel Walsh Steven Coppola Micah Boyd | Wyatt Allen Beau Hoopman Matt Schnobrich Marcus McElhenney |

| Brett Anderson Blaine Neal Matt Brown Nate Schierholtz Jeremy Cummings Michael Koplove Terry Tiffee Kevin Jepsen Brian Duensing Dexter Fowler Brandon Knight Mike Hessman | Casey Weathers Jason Donald Jayson Nix Taylor Teagarden Stephen Strasburg Jake Arrieta Lou Marson Matt LaPorta Trevor Cahill Brian Barden John Gall Jeff Stevens |

## Desempenho

### Atletismo
Masculino
| Prova                 | Atleta                                                                                       | Preliminares  | Preliminares  | Quartas     | Quartas     | Semifinal   | Semifinal   | Final         | Final             |
| Prova                 | Atleta                                                                                       | Marca         | Posição       | Marca       | Posição     | Marca       | Posição     | Marca         | Posição           |
| --------------------- | -------------------------------------------------------------------------------------------- | ------------- | ------------- | ----------- | ----------- | ----------- | ----------- | ------------- | ----------------- |
| 100 m                 | Walter Dix                                                                                   | 10.35         | 3 Q           | 10.08       | 2 Q         | 9.95        | 2 Q         | 9.91          | Medalha de bronze |
| 100 m                 | Tyson Gay                                                                                    | 10.22         | 1 Q           | 10.09       | 2 Q         | 10.05       | 5           | Não avançou   | Não avançou       |
| 100 m                 | Darvis Patton                                                                                | 10.25         | 2 Q           | 10.04       | 2 Q         | 10.03       | 4 Q         | 10.03         | 8                 |
| 200 m                 | Shawn Crawford                                                                               | 20.61         | 1 Q           | 20.42       | 2 Q         | 20.12       | 2 Q         | 19.96         | Medalha de prata  |
| 200 m                 | Walter Dix                                                                                   | 20.77         | 2 Q           | 20.27       | 2 Q         | 20.19       | 3 Q         | 19.98         | Medalha de bronze |
| 200 m                 | Wallace Spearmon                                                                             | 20.46         | 1 Q           | 20.39       | 2 Q         | 20.14       | 3 Q         | DSQ           | DSQ               |
| 400 m                 | LaShawn Merritt                                                                              | 44.96         | 1 Q           |             |             | 44.12       | 1 Q         | 43.75         | Medalha de ouro   |
| 400 m                 | David Neville                                                                                | 45.22         | 2 Q           |             |             | 44.91       | 2 Q         | 44.80         | Medalha de bronze |
| 400 m                 | Jeremy Wariner                                                                               | 45.23         | 1 Q           |             |             | 44.15       | 1 Q         | 44.74         | Medalha de prata  |
| 800 m                 | Christian Smith                                                                              | 1:48.20       | 4             |             |             | Não avançou | Não avançou | Não avançou   | Não avançou       |
| 800 m                 | Nick Symmonds                                                                                | 1:46.01       | 1 Q           |             |             | 1:46.96     | 5           | Não avançou   | Não avançou       |
| 800 m                 | Andrew Wheating                                                                              | 1:47.05       | 4             |             |             | Não avançou | Não avançou | Não avançou   | Não avançou       |
| 1500 m                | Bernard Lagat                                                                                | 3:41.98       | 4 Q           |             |             | 3:37.79     | 6           | Não avançou   | Não avançou       |
| 1500 m                | Lopez Lomong                                                                                 | 3:36.70       | 5 Q           |             |             | 3:41.00     | 12          | Não avançou   | Não avançou       |
| 1500 m                | Leonel Manzano                                                                               | 3:36.67       | 6 Q           |             |             | 3:50.33     | 12          | Não avançou   | Não avançou       |
| 5000 m                | Ian Dobson                                                                                   | 14:05.47      | 9             |             |             |             |             | Não avançou   | Não avançou       |
| 5000 m                | Bernard Lagat                                                                                | 13:39.70      | 1 Q           |             |             |             |             | 13:26.89      | 9                 |
| 5000 m                | Matt Tegenkamp                                                                               | 13:37.36      | 1 Q           |             |             |             |             | 13:33.13      | 13                |
| 10000 m               | Abdi Abdirahman                                                                              |               |               |             |             |             |             | 27:52.53      | 15                |
| 10000 m               | Galen Rupp                                                                                   |               |               |             |             |             |             | 27:36.99      | 13                |
| 10000 m               | Jorge Torres                                                                                 |               |               |             |             |             |             | 28:13.93      | 25                |
| 110 m com barreiras   | David Oliver                                                                                 | 13.30         | 1 Q           | 13.16       | 1 Q         | 13.31       | 1 Q         | 13.18         | Medalha de bronze |
| 110 m com barreiras   | David Payne                                                                                  | 13.42         | 1 Q           | 13.24       | 1 Q         | 13.21       | 2 Q         | 13.17         | Medalha de prata  |
| 110 m com barreiras   | Terrence Trammell                                                                            | Não completou | Não completou | Não avançou | Não avançou | Não avançou | Não avançou | Não avançou   | Não avançou       |
| 400 m com barreiras   | Kerron Clement                                                                               | 49.42         | 1 Q           |             |             | 48.27       | 1 Q         | 47.98         | Medalha de prata  |
| 400 m com barreiras   | Bershawn Jackson                                                                             | 49.20         | 1 Q           |             |             | 48.02       | 2 Q         | 48.06         | Medalha de bronze |
| 400 m com barreiras   | Angelo Taylor                                                                                | 48.67         | 1 Q           |             |             | 47.94       | 1 Q         | 47.25         | Medalha de ouro   |
| 3000 m com obstáculos | Anthony Famiglietti                                                                          | 8:17.34       | 3 Q           |             |             |             |             | 8:31.21       | 13                |
| 3000 m com obstáculos | Josh McAdams                                                                                 | 8:33.26       | 9             |             |             |             |             | Não avançou   | Não avançou       |
| 3000 m com obstáculos | William Nelson                                                                               | 8:36.66       | 11            |             |             |             |             | Não avançou   | Não avançou       |
| 4x100 m               | Rodney Martin Travis Padgett Darvis Patton Tyson Gay                                         | Não completou | Não completou |             |             |             |             | Não avançou   | Não avançou       |
| 4x400 m               | LaShawn Merritt David Neville Kerron Clement Jeremy Wariner Angelo Taylor Reggie Witherspoon | 2:59.98       | 1 Q           |             |             |             |             | 2:55.39 (OR)  | Medalha de ouro   |
| Maratona              | Ryan Hall                                                                                    |               |               |             |             |             |             | 2:12:33       | 10                |
| Maratona              | Dathan Ritzenhein                                                                            |               |               |             |             |             |             | 2:11:59       | 9                 |
| Maratona              | Brian Sell                                                                                   |               |               |             |             |             |             | 2:16:07       | 22                |
| 20 km marcha atlética | Kevin Eastler                                                                                |               |               |             |             |             |             | 1:28:44       | 43                |
| 50 km marcha atlética | Philip Dunn                                                                                  |               |               |             |             |             |             | 4:08:32       | 39                |
| Salto em distância    | Brian Johnson                                                                                | 7.79          | 22            |             |             |             |             | Não avançou   | Não avançou       |
| Salto em distância    | Miguel Pate                                                                                  | 7.34          | 38            |             |             |             |             | Não avançou   | Não avançou       |
| Salto em distância    | Trevell Quinley                                                                              | 7.87          | 19            |             |             |             |             | Não avançou   | Não avançou       |
| Salto triplo          | Kenta Bell                                                                                   | 16.55         | 25            |             |             |             |             | Não avançou   | Não avançou       |
| Salto triplo          | Rafeeq Curry                                                                                 | 16.88         | 18            |             |             |             |             | Não avançou   | Não avançou       |
| Salto triplo          | Aarik Wilson                                                                                 | 15.97         | 33            |             |             |             |             | Não avançou   | Não avançou       |
| Salto em altura       | Dusty Jonas                                                                                  | 2.20          | 26            |             |             |             |             | Não avançou   | Não avançou       |
| Salto em altura       | Andra Manson                                                                                 | 2.25          | 13            |             |             |             |             | Não avançou   | Não avançou       |
| Salto em altura       | Jesse Williams                                                                               | 2.25          | 19            |             |             |             |             | Não avançou   | Não avançou       |
| Salto com vara        | Jeff Hartwig                                                                                 | 5.55          | =10           |             |             |             |             | Não avançou   | Não avançou       |
| Salto com vara        | Derek Miles                                                                                  | 5.65          | =3 Q          |             |             |             |             | 5.70          | 4                 |
| Salto com vara        | Brad Walker                                                                                  | NM            | -             |             |             |             |             | Não avançou   | Não avançou       |
| Arremesso de peso     | Christian Cantwell                                                                           | 20.48         | 2 Q           |             |             |             |             | 21.09         | Medalha de prata  |
| Arremesso de peso     | Reese Hoffa                                                                                  | 20.41         | 4 Q           |             |             |             |             | 20.53         | 7                 |
| Arremesso de peso     | Adam Nelson                                                                                  | 20.56         | 1 Q           |             |             |             |             | NM            | -                 |
| Arremesso de disco    | Casey Malone                                                                                 | 61.26         | 19            |             |             |             |             | Não avançou   | Não avançou       |
| Arremesso de disco    | Michael Robertson                                                                            | 61.64         | 16            |             |             |             |             | Não avançou   | Não avançou       |
| Arremesso de disco    | Ian Waltz                                                                                    | 60.02         | 25            |             |             |             |             | Não avançou   | Não avançou       |
| Lançamento de dardo   | Breaux Greer                                                                                 | 73.68         | 22            |             |             |             |             | Não avançou   | Não avançou       |
| Lançamento de dardo   | Mike Hazle                                                                                   | 72.75         | 25            |             |             |             |             | Não avançou   | Não avançou       |
| Lançamento de dardo   | Leigh Smith                                                                                  | 76.55         | 18            |             |             |             |             | Não avançou   | Não avançou       |
| Arremesso de martelo  | A. G. Kruger                                                                                 | 71.21         | 27            |             |             |             |             | Não avançou   | Não avançou       |
| Decatlo               | Bryan Clay                                                                                   |               |               |             |             |             |             | 8791 pts      | Medalha de ouro   |
| Decatlo               | Trey Hardee                                                                                  |               |               |             |             |             |             | Não completou | Não completou     |
| Decatlo               | Tom Pappas                                                                                   |               |               |             |             |             |             | Não completou | Não completou     |

Feminino
| Prova                 | Atleta                                                                        | Preliminares  | Preliminares  | Quartas | Quartas | Semifinal   | Semifinal   | Final         | Final             |
| Prova                 | Atleta                                                                        | Marca         | Posição       | Marca   | Posição | Marca       | Posição     | Marca         | Posição           |
| --------------------- | ----------------------------------------------------------------------------- | ------------- | ------------- | ------- | ------- | ----------- | ----------- | ------------- | ----------------- |
| 100 m                 | Torri Edwards                                                                 | 11.26         | 1 Q           | 11.31   | 1 Q     | 11.18       | 2 Q         | 11.20         | 8                 |
| 100 m                 | Muna Lee                                                                      | 11.33         | 1 Q           | 11.08   | 2 Q     | 11.06       | 2 Q         | 11.07         | 5                 |
| 100 m                 | Lauryn Williams                                                               | 11.38         | 2 Q           | 11.07   | 2 Q     | 11.10       | 3 Q         | 11.03         | 4                 |
| 200 m                 | Allyson Felix                                                                 | 23.02         | 1 Q           | 22.74   | 2 Q     | 22.33       | 1 Q         | 21.93         | Medalha de prata  |
| 200 m                 | Marshevet Hooker                                                              | 23.07         | 1 Q           | 22.76   | 3 Q     | 22.50       | 2 Q         | 22.34         | 5                 |
| 200 m                 | Muna Lee                                                                      | 22.71         | 1 Q           | 22.83   | 2 Q     | 22.29       | 3 Q         | 22.01         | 4                 |
| 400 m                 | Sanya Richards                                                                | 50.54         | 1 Q           |         |         | 49.90       | 1 Q         | 49.93         | Medalha de bronze |
| 400 m                 | DeeDee Trotter                                                                | 51.41         | 4 Q           |         |         | 51.87       | 7           | Não avançou   | Não avançou       |
| 400 m                 | Mary Wineberg                                                                 | 51.46         | 2 Q           |         |         | 51.13       | 5           | Não avançou   | Não avançou       |
| 800 m                 | Hazel Clark                                                                   | 2:01:59       | 5             |         |         | Não avançou | Não avançou | Não avançou   | Não avançou       |
| 800 m                 | Alice Schmidt                                                                 | 2:02:33       | 6             |         |         | Não avançou | Não avançou | Não avançou   | Não avançou       |
| 800 m                 | Nicole Teter                                                                  | Não completou | Não completou |         |         | Não avançou | Não avançou | Não avançou   | Não avançou       |
| 1500 m                | Erin Donohue                                                                  | 4:16.05       | 8             |         |         |             |             | Não avançou   | Não avançou       |
| 1500 m                | Shannon Rowbury                                                               | 4:03.89       | 4 Q           |         |         |             |             | 4:03.58       | 7                 |
| 1500 m                | Christin Wurth-Thomas                                                         | 4:09.70       | 8             |         |         |             |             | Não avançou   | Não avançou       |
| 5000 m                | Shalane Flanagan                                                              | 14:59.69      | 6 Q           |         |         |             |             | 15:50.80      | 10                |
| 5000 m                | Kara Goucher                                                                  | 15:00.98      | 7 Q           |         |         |             |             | 15:49.39      | 9                 |
| 5000 m                | Jennifer Rhines                                                               | 15:15.12      | 6 Q           |         |         |             |             | 16:34.63      | 14                |
| 10000 m               | Amy Begley-Yoder                                                              |               |               |         |         |             |             | 32:38.28      | 26                |
| 10000 m               | Shalane Flanagan                                                              |               |               |         |         |             |             | 30:22.22 (AR) | Medalha de bronze |
| 10000 m               | Kara Goucher                                                                  |               |               |         |         |             |             | 30:55.16      | 10                |
| 100 m com barreiras   | Damu Cherry                                                                   | 12.92         | 3 Q           |         |         | 12.62       | 1 Q         | 12.65         | 4                 |
| 100 m com barreiras   | Dawn Harper                                                                   | 12.73         | 2 Q           |         |         | 12.66       | 2 Q         | 12.54         | Medalha de ouro   |
| 100 m com barreiras   | LoLo Jones                                                                    | 12.71         | 1 Q           |         |         | 12.43       | 1 Q         | 12.72         | 7                 |
| 400 m com barreiras   | Queen Harrison                                                                | 55.96         | 4 Q           |         |         | 55.88       | 7           | Não avançou   | Não avançou       |
| 400 m com barreiras   | Sheena Tosta                                                                  | 56.12         | 5 Q           |         |         | 54.07       | 1 Q         | 53.70         | Medalha de prata  |
| 400 m com barreiras   | Tiffany Williams                                                              | 55.51         | 1 Q           |         |         | 54.99       | 3 Q         | 57.55         | 8                 |
| 3000 m com obstáculos | Lindsey Anderson                                                              | 9:36.81       | 8             |         |         |             |             | Não avançou   | Não avançou       |
| 3000 m com obstáculos | Jennifer Barringer                                                            | 9:29.20       | 3 Q           |         |         |             |             | 9:22.26       | 9                 |
| 3000 m com obstáculos | Anna Willard                                                                  | 9:28.52       | 6 Q           |         |         |             |             | 9:25.63       | 10                |
| 4x100 m               | Angela Williams Mechelle Lewis Torri Edwards Lauryn Williams                  | DSQ           | DSQ           |         |         |             |             | Não avançou   | Não avançou       |
| 4x400 m               | Allyson Felix Natasha Hastings Monique Henderson Sanya Richards Mary Wineberg | 3:33.45       | 1 Q           |         |         |             |             | 3:18.54       | Medalha de ouro   |
| Maratona              | Deena Kastor                                                                  |               |               |         |         |             |             | Não completou | Não completou     |
| Maratona              | Magdalena Lewy Boulet                                                         |               |               |         |         |             |             | Não completou | Não completou     |
| Maratona              | Blake Russell                                                                 |               |               |         |         |             |             | 2:33:13       | 27                |
| 20 km marcha atlética | Joanne Dow                                                                    |               |               |         |         |             |             | 1:34.15       | 30                |
| Salto em distância    | Funmi Jimoh                                                                   | 6.61          | =9 Q          |         |         |             |             | 6.29          | 12                |
| Salto em distância    | Brittney Reese                                                                | 6.87          | 1 Q           |         |         |             |             | 6.76          | 5                 |
| Salto em distância    | Grace Upshaw                                                                  | 6.68          | 6 Q           |         |         |             |             | 6.58          | 8                 |
| Salto triplo          | Shani Marks                                                                   | 13.44         | 28            |         |         |             |             | Não avançou   | Não avançou       |
| Salto triplo          | Erica McLain                                                                  | 13.52         | 26            |         |         |             |             | Não avançou   | Não avançou       |
| Salto em distância    | Amy Acuff                                                                     | 1.89          | =19           |         |         |             |             | Não avançou   | Não avançou       |
| Salto em distância    | Sharon Day                                                                    | 1.85          | =24           |         |         |             |             | Não avançou   | Não avançou       |
| Salto em distância    | Chaunte Howard                                                                | 1.93          | =8 Q          |         |         |             |             | 1.99          | 6                 |
| Salto com vara        | Erica Bartolina                                                               | NM            | -             |         |         |             |             | Não avançou   | Não avançou       |
| Salto com vara        | April Steiner Bennett                                                         | 4.50          | =6 Q          |         |         |             |             | 4.55          | 8                 |
| Salto com vara        | Jennifer Stuczynski                                                           | 4.50          | =2 Q          |         |         |             |             | 4.80          | Medalha de prata  |
| Arremesso de peso     | Jillian Camarena                                                              | 18.51         | 12 Q          |         |         |             |             | 18.24         | 12                |
| Arremesso de peso     | Michelle Carter                                                               | 18.49         | 13 Q          |         |         |             |             | 17.74         | 15                |
| Arremesso de peso     | Kristin Heaston                                                               | 17.34         | 23            |         |         |             |             | Não avançou   | Não avançou       |
| Arremesso de disco    | Suzy Powell-Roos                                                              | 58.02         | 26            |         |         |             |             | Não avançou   | Não avançou       |
| Arremesso de disco    | Aretha Thurmond                                                               | 61.90         | 6 Q           |         |         |             |             | 59.80         | 10                |
| Arremesso de disco    | Stephanie Brown Trafton                                                       | 62.77         | 1 Q           |         |         |             |             | 64.74         | Medalha de ouro   |
| Lançamento de dardo   | Kim Kreiner                                                                   | 55.13         | 38            |         |         |             |             | Não avançou   | Não avançou       |
| Lançamento de dardo   | Kara Patterson                                                                | 54.39         | 41            |         |         |             |             | Não avançou   | Não avançou       |
| Arremesso de martelo  | Amber Campbell                                                                | 67.86         | 21            |         |         |             |             | Não avançou   | Não avançou       |
| Arremesso de martelo  | Jessica Cosby                                                                 | NM            | -             |         |         |             |             | Não avançou   | Não avançou       |
| Arremesso de martelo  | Loree Smith                                                                   | 63.60         | 39            |         |         |             |             | Não avançou   | Não avançou       |
| Heptatlo              | Hyleas Fountain                                                               |               |               |         |         |             |             | 6619 pts      | Medalha de prata  |
| Heptatlo              | Jacquelyn Johnson                                                             |               |               |         |         |             |             | Não completou | Não completou     |
| Heptatlo              | Diana Pickler                                                                 |               |               |         |         |             |             | Não completou | Não completou     |

### Badminton
Os Estados Unidos conquistaram vagas em quatro das cinco provas no badminton: simples e duplas masculinas e simples e duplas femininas. O país chegou a se qualificar nas duplas mistas, mas a Federação Mundial de Badminton acabou reduzindo o número de vagas para os Jogos.
Masculino
| Atleta                     | Evento  | Fase de 64             | Fase de 32                      | Fase de 16                                     | Quartas                                | Semifinais             | Final                  | Final       |
| Atleta                     | Evento  | Adversário e resultado | Adversário e resultado          | Adversário e resultado                         | Adversário e resultado                 | Adversário e resultado | Adversário e resultado | Posição     |
| -------------------------- | ------- | ---------------------- | ------------------------------- | ---------------------------------------------- | -------------------------------------- | ---------------------- | ---------------------- | ----------- |
| Raju Rai                   | Simples |                        | FIN V. Lång D 0-2 (9-21; 16-21) | Não avançou                                    | Não avançou                            | Não avançou            | Não avançou            | Não avançou |
| Howard Bach Bob Malaythong | Duplas  |                        |                                 | RSA C. Dednam - R. Dednam V 2-0 (21-10; 21-16) | CHN Cai Y. - Fu H. D 0-2 (9-21; 10-21) | Não avançou            | Não avançou            | Não avançou |

Feminino
| Atleta                       | Evento  | Fase de 64                              | Fase de 32             | Fase de 16                                | Quartas                | Semifinais             | Final                  | Final       |
| Atleta                       | Evento  | Adversário e resultado                  | Adversário e resultado | Adversário e resultado                    | Adversário e resultado | Adversário e resultado | Adversário e resultado | Posição     |
| ---------------------------- | ------- | --------------------------------------- | ---------------------- | ----------------------------------------- | ---------------------- | ---------------------- | ---------------------- | ----------- |
| Eva Lee                      | Simples | CAN A. Rice D 1-2 (15-21; 21-19; 19-21) | Não avançou            | Não avançou                               | Não avançou            | Não avançou            | Não avançou            | Não avançou |
| Mesinee Mangkalakiri Eva Lee | Duplas  |                                         |                        | INA Jiang Y. - Li Y. D 0-2 (12-21; 12-21) | Não avançou            | Não avançou            | Não avançou            | Não avançou |

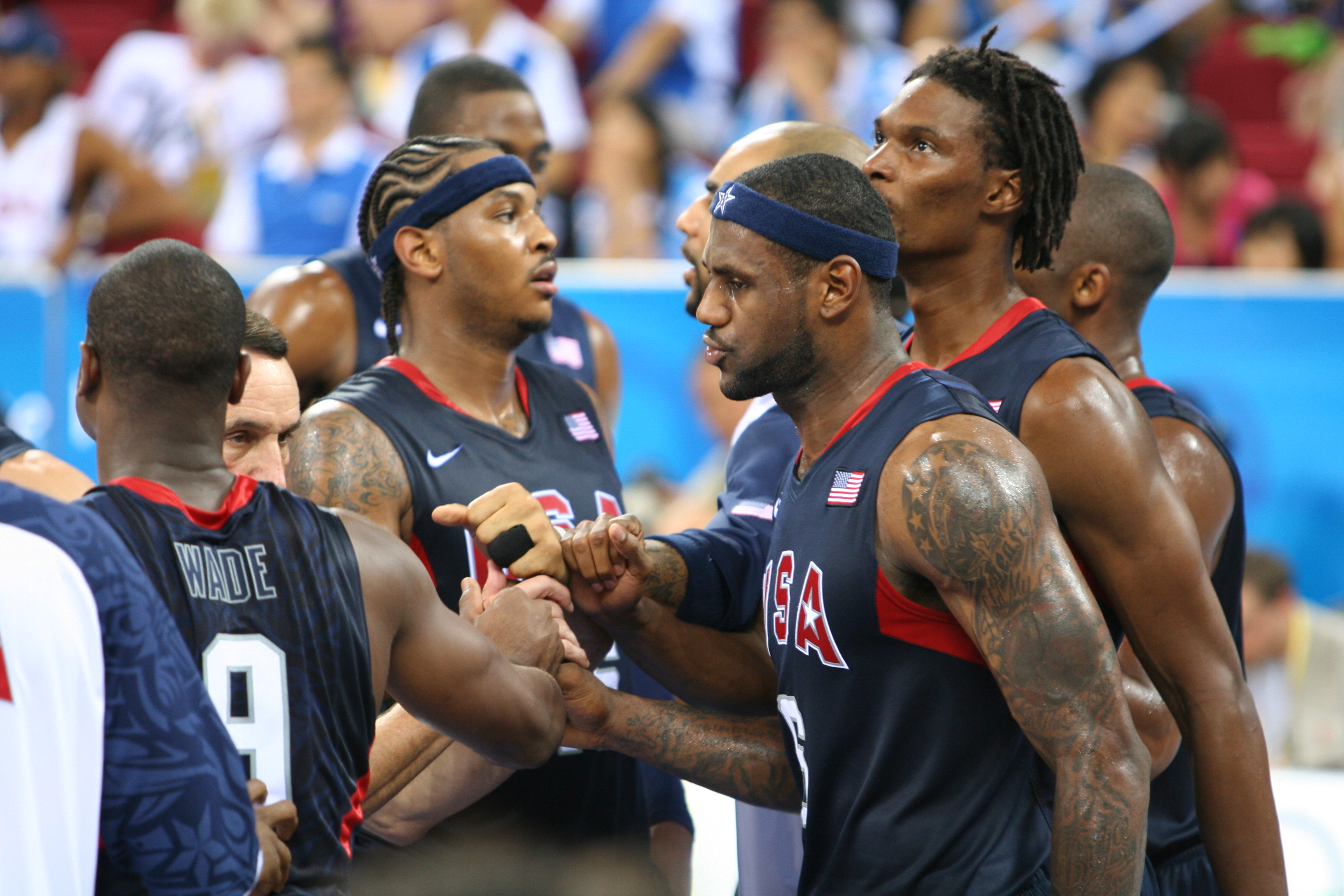
Membros da seleção dos Estados Unidos cumprimentam-se após a partida semifinal contra a Argentina.

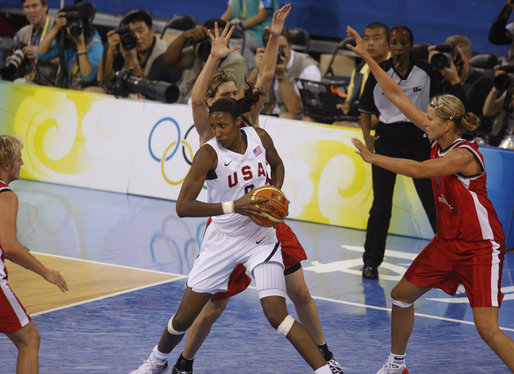
Lisa Leslie em ação durante a partida contra a República Checa.

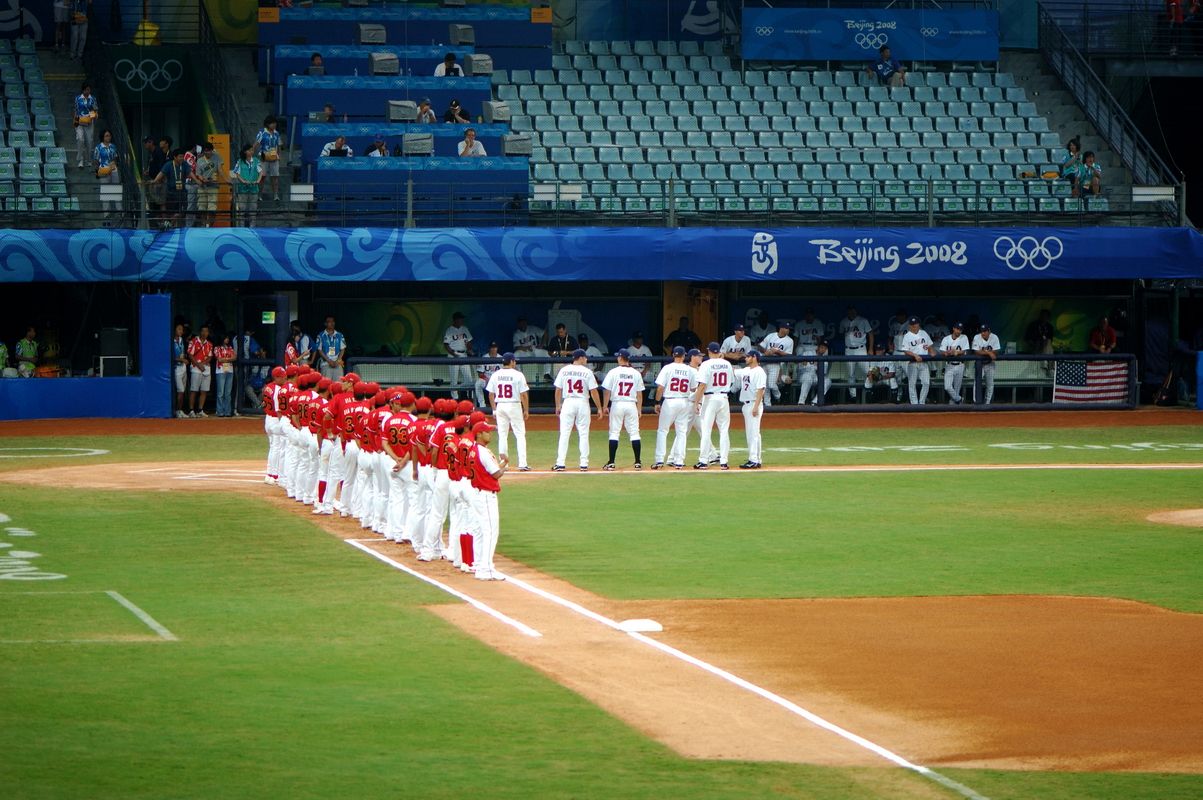
Equipe estadunidense (uniforme branco) durante a partida contra a China.

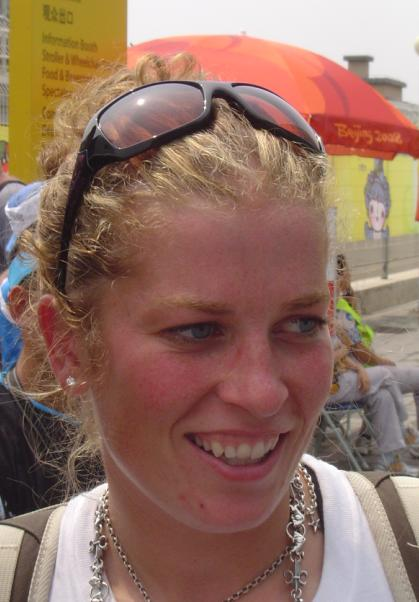
Jill Kintner conquistou a medalha de bronze no BMX.

### Basquetebol
Masculino
| Equipe | Fase de grupos                                                                                      | Fase de grupos | Quartas de final       | Semifinal              | Final                  | Pos.            |
| Equipe | Adversário e resultado                                                                              | Pos.           | Adversário e resultado | Adversário e resultado | Adversário e resultado | Pos.            |
| --- | --------------------------------------------------------------------------------------------------- | -------------- | ---------------------- | ---------------------- | ---------------------- | --------------- |
| Carlos Boozer Jason Kidd LeBron James Deron Williams Michael Redd Dwyane Wade Kobe Bryant Dwight Howard Chris Bosh Chris Paul Carmelo Anthony Tayshaun Prince | CHN China V 101-70 ANG Angola V 97-76 GRE Grécia V 92-69 ESP Espanha V 119-82 GER Alemanha V 106-57 | 1º (Gr. B)     | AUS Austrália V 116-85 | ARG Argentina V 101-81 | ESP Espanha V 118-107  | Medalha de ouro |

Feminino
| Equipe | Fase de grupos                                                                                                | Fase de grupos | Quartas de final           | Semifinal              | Final                  | Pos.            |
| Equipe | Adversário e resultado                                                                                        | Pos.           | Adversário e resultado     | Adversário e resultado | Adversário e resultado | Pos.            |
| --- | --- | -------------- | -------------------------- | ---------------------- | ---------------------- | --------------- |
| Seimone Augustus Sue Bird Tamika Catchings Sylvia Fowles Kara Lawson Lisa Leslie DeLisha Milton-Jones Candace Parker Cappie Pondexter Katie Smith Diana Taurasi Tina Thompson | CZE República Checa V 97-57 CHN China V 108-63 MLI Mali V 97-41 ESP Espanha V 93-55 NZL Nova Zelândia V 96-60 | 1º (Gr. B)     | KOR Coreia do Sul V 104-60 | RUS Rússia V 67-52     | AUS Austrália V 92-65  | Medalha de ouro |

### Beisebol
Masculino
| Equipe | Equipe | Primeira fase | Primeira fase | Semifinal              | Final                                | Pos.              |
| Equipe | Equipe | Adversário e resultado | Pos.          | Adversário e resultado | Adversário e resultado               | Pos.              |
| --- | --- | --- | ------------- | ---------------------- | ------------------------------------ | ----------------- |
| Brett Anderson Blaine Neal Matt Brown Nate Schierholtz Jeremy Cummings Michael Koplove Terry Tiffee Kevin Jepsen Brian Duensing Dexter Fowler Brandon Knight Mike Hessman | Casey Weathers Jason Donald Jayson Nix Taylor Teagarden Stephen Strasburg Jake Arrieta Lou Marson Matt LaPorta Trevor Cahill Brian Barden John Gall Jeff Stevens | KOR Coreia do Sul D 7-8 NED Países Baixos V 7-0 CUB Cuba D 4-5 CAN Canadá V 5-4 CHN China V 9-1 TPE Taipé Chinês V 4-2 JPN Japão V 4-2 | 3º            | CUB Cuba D 2-10        | Disputa pelo bronze: JPN Japão V 8-4 | Medalha de bronze |

### Boxe
| Atleta            | Evento                  | Fase de 32                    | Fase de 16                 | Quartas                     | Semifinais             | Final                  | Posição           |
| Atleta            | Evento                  | Adversário e resultado        | Adversário e resultado     | Adversário e resultado      | Adversário e resultado | Adversário e resultado | Posição           |
| ----------------- | ----------------------- | ----------------------------- | -------------------------- | --------------------------- | ---------------------- | ---------------------- | ----------------- |
| Luis Yanez        | Peso mosca-ligeiro      | ESP K. de la Nieve V PTS 12:9 | MGL P. Serdamba D PTS 7:8  | Não avançou                 | Não avançou            | Não avançou            | Não avançou       |
| Rau'shee Warren   | Peso mosca              | KOR Lee O-S. D PTS 8:9        | Não avançou                | Não avançou                 | Não avançou            | Não avançou            | Não avançou       |
| Raynell Williams  | Peso pena               | ITA A. di Savino V PTS 9:1    | FRA K. Djelkhir D PTS 7:9  | Não avançou                 | Não avançou            | Não avançou            | Não avançou       |
| Sadam Ali         | Peso leve               | ROU G. Popescu D PTS 5:20     | Não avançou                | Não avançou                 | Não avançou            | Não avançou            | Não avançou       |
| Javier Molina     | Peso meio-médio-ligeiro | BUL B. Georgiev D PTS 1:14    | Não avançou                | Não avançou                 | Não avançou            | Não avançou            | Não avançou       |
| Demetrius Andrade | Peso meio-médio         | GEO K. Zhvania V PTS 11:9     | RUS A. Balanov V PTS 14:3  | KOR Kim J-J. D PTS 9:11     | Não avançou            | Não avançou            | Não avançou       |
| Shawn Estrada     | Peso médio              | ARG E. Maderna V PTS 10:2     | GBR J. DeGale D PTS 5:11   | Não avançou                 | Não avançou            | Não avançou            | Não avançou       |
| Deontay Wilder    | Peso pesado             |                               | ALG A. Toulbini V PTS 10:4 | MAR M. Arjaoui V PTS +10:10 | ITA C. Russo D PTS 1:7 | Não avançou            | Medalha de bronze |

### Canoagem de velocidade
Masculino
| Atleta   | Evento     | Preliminar | Preliminar | Semifinais | Semifinais | Final       | Final       |
| Atleta   | Evento     | Tempo      | Posição    | Tempo      | Posição    | Tempo       | Posição     |
| -------- | ---------- | ---------- | ---------- | ---------- | ---------- | ----------- | ----------- |
| Rami Zur | K-1 500 m  | 1m39s037   | 3º         | 1m47s163   | 6º         | Não avançou | Não avançou |
| Rami Zur | K-1 1000 m | 3m38s693   | 7º         | 3m46s204   | 7º         | Não avançou | Não avançou |

Feminino
| Atleta         | Evento    | Preliminar | Preliminar | Semifinais | Semifinais | Final       | Final       |
| Atleta         | Evento    | Tempo      | Posição    | Tempo      | Posição    | Tempo       | Posição     |
| -------------- | --------- | ---------- | ---------- | ---------- | ---------- | ----------- | ----------- |
| Carrie Johnson | K-1 500 m | 1m50s221   | 4º         | 1m53s721   | 4º         | Não avançou | Não avançou |

### Canoagem slalom
Masculino
| Atleta                     | Evento | Preliminar | Preliminar | Preliminar | Preliminar | Preliminar | Preliminar | Semifinais  | Semifinais  | Final       | Final       | Total       | Posição     |
| Atleta                     | Evento | Descida 1  | Posição    | Descida 2  | Posição    | Total      | Posição    | Tempo       | Posição     | Tempo       | Posição     | Total       | Posição     |
| -------------------------- | ------ | ---------- | ---------- | ---------- | ---------- | ---------- | ---------- | ----------- | ----------- | ----------- | ----------- | ----------- | ----------- |
| Benn Fraker                | C-1    | 91s97      | 11º        | 87s47      | 8º         | 179s44     | 10º        | 92s27       | 8º          | 90s87       | 5º          | 183s14      | 6º          |
| Rick Powell Casey Eichfeld | C-2    | 101s69     | 11º        | 151s65     | 11º        | 253s34     | 11º        | Não avançou | Não avançou | Não avançou | Não avançou | Não avançou | Não avançou |
| Scott Parsons              | K-1    | 84s91      | 3º         | 135s63     | 20º        | 220s54     | 20º        | Não avançou | Não avançou | Não avançou | Não avançou | Não avançou | Não avançou |

Feminino
| Atleta         | Evento | Preliminar | Preliminar | Preliminar | Preliminar | Preliminar | Preliminar | Semifinais | Semifinais | Final  | Final   | Total  | Posição |
| Atleta         | Evento | Descida 1  | Posição    | Descida 2  | Posição    | Total      | Posição    | Tempo      | Posição    | Tempo  | Posição | Total  | Posição |
| -------------- | ------ | ---------- | ---------- | ---------- | ---------- | ---------- | ---------- | ---------- | ---------- | ------ | ------- | ------ | ------- |
| Heather Corrie | K-1    | 105s78     | 12º        | 105s53     | 12º        | 211s31     | 10º        | 114s51     | 8º         | 156s37 | 8º      | 270s88 | 8º      |

### Ciclismo BMX
Masculino
| Atleta         | Evento     | Qualificatória | Qualificatória | Quartas | Quartas | Semifinal | Semifinal | Final       | Final             |
| Atleta         | Evento     | Tempo          | Posição        | Pontos  | Posição | Pontos    | Posição   | Tempo       | Posição           |
| -------------- | ---------- | -------------- | -------------- | ------- | ------- | --------- | --------- | ----------- | ----------------- |
| Kyle Bennett   | Individual | 36,421         | 12º            | 14      | 4º      | 14        | 6º        | Não avançou | Não avançou       |
| Mike Day       | Individual | 35,692         | 1º             | 3       | 1º      | 5         | 1º        | 36,606      | Medalha de prata  |
| Donny Robinson | Individual | 36,810         | 24º            | 11      | 3º      | 10        | 3º        | 36,972      | Medalha de bronze |

Feminino
| Atleta       | Evento     | Qualificatória | Qualificatória | Semifinal | Semifinal | Final  | Final             |
| Atleta       | Evento     | Tempo          | Posição        | Pontos    | Posição   | Tempo  | Posição           |
| ------------ | ---------- | -------------- | -------------- | --------- | --------- | ------ | ----------------- |
| Jill Kintner | Individual | 37,913         | 7º             | 9         | 2º        | 38,647 | Medalha de bronze |

### Ciclismo de estrada
Masculino
| Atleta                | Evento             | Final              | Final             |
| Atleta                | Evento             | Tempo              | Posição           |
| --------------------- | ------------------ | ------------------ | ----------------- |
| George Hincapie       | Corrida em estrada | 6h26m25s (+2m36s)  | 39º               |
| Jason McCartney       | Corrida em estrada | Não completou      | Não completou     |
| Christian Vande Velde | Corrida em estrada | 6h24m19s (+0 m30s) | 16º               |
| Levi Leipheimer       | Corrida em estrada | 6h24m09s (+0 m20s) | 10º               |
| Levi Leipheimer       | Contra o relógio   | 1h03m21s (+1m10s)  | Medalha de bronze |
| David Zabriskie       | Corrida em estrada | Não completou      | Não completou     |
| David Zabriskie       | Contra o relógio   | 1h05 m18s (+3m06s) | 12º               |

Feminino
| Atleta             | Evento             | Final              | Final           |
| Atleta             | Evento             | Tempo              | Posição         |
| ------------------ | ------------------ | ------------------ | --------------- |
| Amber Neben        | Corrida em estrada | 3h33m17s (+0 m53s) | 33º             |
| Kristin Armstrong  | Corrida em estrada | 3h33m07s (+0 m43s) | 25º             |
| Kristin Armstrong  | Contra o relógio   | 34m51s72           | Medalha de ouro |
| Christine Thorburn | Corrida em estrada | 3h41m08s (+8m44s)  | 52º             |
| Christine Thorburn | Contra o relógio   | 35 m54s (+1m03s)   | 5º              |

### Ciclismo Mountain Bike
Masculino
| Atleta     | Evento        | Final     | Final     |
| Atleta     | Evento        | Tempo     | Posição   |
| ---------- | ------------- | --------- | --------- |
| Adam Craig | Cross-country | -1 volta  | -1 volta  |
| Todd Wells | Cross-country | -3 voltas | -3 voltas |

Feminino
| Atleta           | Evento        | Final     | Final   |
| Atleta           | Evento        | Tempo     | Posição |
| ---------------- | ------------- | --------- | ------- |
| Georgia Gould    | Cross-country | 1h50 m51s | 8º      |
| Mary McConneloug | Cross-country | 1h50 m34s | 7º      |

### Ciclismo de pista
Masculino
| Atleta                                           | Prova                  | Qualificação            | Qualificação | 1ª Ronda               | 1ª Ronda                              | 2ª Ronda               | 2ª Ronda    | Quartas                            | Semifinal              | Final                  | Final       |
| Atleta                                           | Prova                  | Tempo Vel. média (km/h) | Pos.         | Adversário e resultado | Repescagem                            | Adversário e resultado | Repescagem  | Adversário e resultado             | Adversário e resultado | Adversário e resultado | Pos.        |
| ------------------------------------------------ | ---------------------- | ----------------------- | ------------ | ---------------------- | ------------------------------------- | ---------------------- | ----------- | ---------------------------------- | ---------------------- | ---------------------- | ----------- |
| Michael Blatchford                               | Velocidade             | 10.470 68,767 km/h      | 15º          | FRA K. Sireau D 10.742 | JPN K. Watanabe CHN Zhang L. D 10.965 | Não avançou            | Não avançou | Não avançou                        | Não avançou            | Não avançou            | Não avançou |
| Michael Blatchford Adam Duvendeck Giddeon Massie | Velocidade por equipes | 45.346                  | 8º           |                        |                                       |                        |             | GBR Grã-Bretanha D 43.034 a 45.423 |                        | Não avançou            | Não avançou |

| Atleta         | Evento                 | Qualificação | Qualificação | Semifinal                | Semifinal | Final                  | Final       |
| Atleta         | Evento                 | Tempo        | Posição      | Adversário e resultado   | Posição   | Adversário e resultado | Posição     |
| -------------- | ---------------------- | ------------ | ------------ | ------------------------ | --------- | ---------------------- | ----------- |
| Taylor Phinney | Perseguição individual | 4m22s860     | 7º           | NZL H. Roulston 4m26s644 | 8º        | Não avançou            | Não avançou |

| Atleta         | Evento | Preliminar | Repescagem | Semifinais  | Final       |
| Atleta         | Evento | Posição    | Posição    | Posição     | Posição     |
| -------------- | ------ | ---------- | ---------- | ----------- | ----------- |
| Giddeon Massie | Keirin | 3º         | 4º         | Não avançou | Não avançou |

| Atleta                     | Evento             | Pontos/Voltas | Posição       |
| -------------------------- | ------------------ | ------------- | ------------- |
| Bobby Lea                  | Corrida por pontos | Não completou | Não completou |
| Michael Friedman Bobby Lea | Madison            | 3/-4          | 16º           |

Feminino
| Atleta      | Prova      | Qualificação            | Qualificação | 1ª Ronda                    | 1ª Ronda   | Quartas                       | Semifinal                                                                         | Final                  | Final |
| Atleta      | Prova      | Tempo Vel. média (km/h) | Pos.         | Adversário e resultado      | Repescagem | Adversário e resultado        | Adversário e resultado                                                            | Adversário e resultado | Pos.  |
| ----------- | ---------- | ----------------------- | ------------ | --------------------------- | ---------- | ----------------------------- | --------------------------------------------------------------------------------- | ---------------------- | ----- |
| Jennie Reed | Velocidade | 11.400 63,157 km/h      | 8º           | LTU S. Krupeckaitė V 11.955 |            | NED W. Kanis D 11.944, 11.767 | Classificação 5º-8º FRA C. Sanchez BLR N. Tsylinskaya LTU S. Krupeckaitė D 12.264 | Não avançou            | 7º    |

| Atleta       | Evento                 | Qualificação | Qualificação | Semifinal              | Semifinal | Final                  | Final       |
| Atleta       | Evento                 | Tempo        | Posição      | Adversário e resultado | Posição   | Adversário e resultado | Posição     |
| ------------ | ---------------------- | ------------ | ------------ | ---------------------- | --------- | ---------------------- | ----------- |
| Sarah Hammer | Perseguição individual | 3m35s471     | 5º           | NZL A. Shanks 3m34s237 | 5º        | Não avançou            | Não avançou |

| Atleta       | Evento             | Pontos/Voltas | Posição       |
| ------------ | ------------------ | ------------- | ------------- |
| Sarah Hammer | Corrida por pontos | Não completou | Não completou |

### Esgrima
Masculino
| Atleta                                     | Evento             | Fase de 64             | Fase de 32             | Fase de 16              | Quartas de final       | Semifinais             | Final                  | Posição          |
| Atleta                                     | Evento             | Adversário e resultado | Adversário e resultado | Adversário e resultado  | Adversário e resultado | Adversário e resultado | Adversário e resultado | Posição          |
| ------------------------------------------ | ------------------ | ---------------------- | ---------------------- | ----------------------- | ---------------------- | ---------------------- | ---------------------- | ---------------- |
| Seth Kelsey                                | Espada individual  |                        | FRA F. Jeannet D 11-15 | Não avançou             | Não avançou            | Não avançou            | Não avançou            | Não avançou      |
| Gerek Meinhardt                            | Florete individual |                        | EGY M. Nagati V 15-3   | CHN Zhu J. D 9-15       | Não avançou            | Não avançou            | Não avançou            | Não avançou      |
| Timothy Morehouse                          | Sabre individual   |                        | FRA B. Sanson D 12-15  | Não avançou             | Não avançou            | Não avançou            | Não avançou            | Não avançou      |
| Jason Rogers                               | Sabre individual   | SEN A. Thiam V 15-7    | USA K. Smart D 3-15    | Não avançou             | Não avançou            | Não avançou            | Não avançou            | Não avançou      |
| Keeth Smart                                | Sabre individual   |                        | USA J. Rogers V 15-3   | HUN A. Szilagyi V 15-10 | FRA J. Pillet D 13-15  | Não avançou            | Não avançou            | Não avançou      |
| Timothy Morehouse Jason Rogers Keeth Smart | Sabre por equipes  |                        |                        |                         | HUN Hungria V 45-44    | RUS Rússia V 45-44     | FRA França D 37-45     | Medalha de prata |

Feminino
| Atleta                                    | Evento              | Fase de 64              | Fase de 32                   | Fase de 16             | Quartas de final         | Semifinais              | Final                                       | Posição           |
| Atleta                                    | Evento              | Adversário e resultado  | Adversário e resultado       | Adversário e resultado | Adversário e resultado   | Adversário e resultado  | Adversário e resultado                      | Posição           |
| ----------------------------------------- | ------------------- | ----------------------- | ---------------------------- | ---------------------- | ------------------------ | ----------------------- | ------------------------------------------- | ----------------- |
| Kelley Hurley                             | Espada individual   |                         | KOR Jung H-J. D 6-15         | Não avançou            | Não avançou              | Não avançou             | Não avançou                                 | Não avançou       |
| Emily Cross                               | Florete individual  |                         | CHN Su W. D 7-15             | Não avançou            | Não avançou              | Não avançou             | Não avançou                                 | Não avançou       |
| Erinn Smart                               | Florete individual  | GBR M. Emanuel V 15-7   | FRA C. Maitrejean D 9-15     | Não avançou            | Não avançou              | Não avançou             | Não avançou                                 | Não avançou       |
| Hanna Thompson                            | Florete individual  | ALG A. Khelfaoui V 11-2 | GER C. Golubykskyi D 5-13    | Não avançou            | Não avançou              | Não avançou             | Não avançou                                 | Não avançou       |
| Emily Cross Erinn Smart Hanna Thompson    | Florete por equipes |                         |                              |                        | POL Polônia V 31-30      | HUN Hungria V 35-33     | RUS Rússia D 11-28                          | Medalha de prata  |
| Sada Jacobson                             | Sabre individual    |                         | CUB M. González Pozo V 15-11 | UKR O. Kharlan V 15-13 | UKR O. Khomrova V 15-11  | RUS S. Velikaya V 15-11 | USA M. Zagunis D 8-15                       | Medalha de prata  |
| Rebecca Ward                              | Sabre individual    |                         | ESP A. Navarro V 12-7 (DNF)  | HUN O. Nagy V 15-5     | TUN A. Besbes V 15-14    | USA M. Zagunis D 11-15  | Disputa pelo bronze RUS S. Velikaya V 15-14 | Medalha de bronze |
| Mariel Zagunis                            | Sabre individual    |                         | CAN S. Sassine V 15-10       | POL B. Jóźwiak V 15-13 | CHN Bao Y. V 15-9        | USA R. Ward V 15-11     | USA S. Jacobson V 15-9                      | Medalha de ouro   |
| Sada Jacobson Rebecca Ward Mariel Zagunis | Sabre por equipes   |                         |                              |                        | RSA África do Sul V 45-8 | UKR Ucrânia D 39-45     | Disputa pelo bronze FRA França V 45-38      | Medalha de bronze |

### Futebol
Masculino
| Equipe | Equipe | Fase de grupos                                            | Fase de grupos | Quartas                | Semifinal              | Final                  | Pos. |
| Equipe | Equipe | Adversário e resultado                                    | Pos.           | Adversário e resultado | Adversário e resultado | Adversário e resultado | Pos. |
| --- | --- | --------------------------------------------------------- | -------------- | ---------------------- | ---------------------- | ---------------------- | ---- |
| Chris Seitz Brad Guzan Marvell Wynne Michael Orozco Maurice Edu Patrick Ianni Michael Parkhurst Michael Bradley Dax McCarty | Stuart Holden Danny Szetela Benny Feilhaber Robbie Rogers Sacha Kljestan Charlie Davies Freddy Adu Jozy Altidore Brian McBride | JPN Japão V 1-0 NED Países Baixos E 2-2 NGR Nigéria D 1-2 | 3º (Gr. B)     | Não avançou            | Não avançou            | Não avançou            | 9º   |

Feminino
| Equipe | Equipe | Fase de grupos                                            | Fase de grupos | Quartas                | Semifinal              | Final                  | Pos.            |
| Equipe | Equipe | Adversário e resultado                                    | Pos.           | Adversário e resultado | Adversário e resultado | Adversário e resultado | Pos.            |
| --- | --- | --------------------------------------------------------- | -------------- | ---------------------- | ---------------------- | ---------------------- | --------------- |
| Hope Solo Nicole Barnhart Heather Mitts Christie Rampone Rachel Buehler Stephanie Cox Kate Markgraf Lori Chalupny Lindsay Tarpley | Shannon Boxx Heather O'Reilly Aly Wagner Carli Lloyd Tobin Heath Angela Hucles Natasha Kai Amy Rodriguez Lauren Cheney | NOR Noruega D 0-2 JPN Japão V 1-0 NZL Nova Zelândia V 4-0 | 1º (Gr. F)     | CAN Canadá V 2-1 (pro) | JPN Japão V 4-2        | BRA Brasil V 1-0 (pro) | Medalha de ouro |

### Ginástica artística
Para esta modalidade, os norte-americanos levaram suas duas equipes completas: os seis atletas, mais o ginasta reserva.

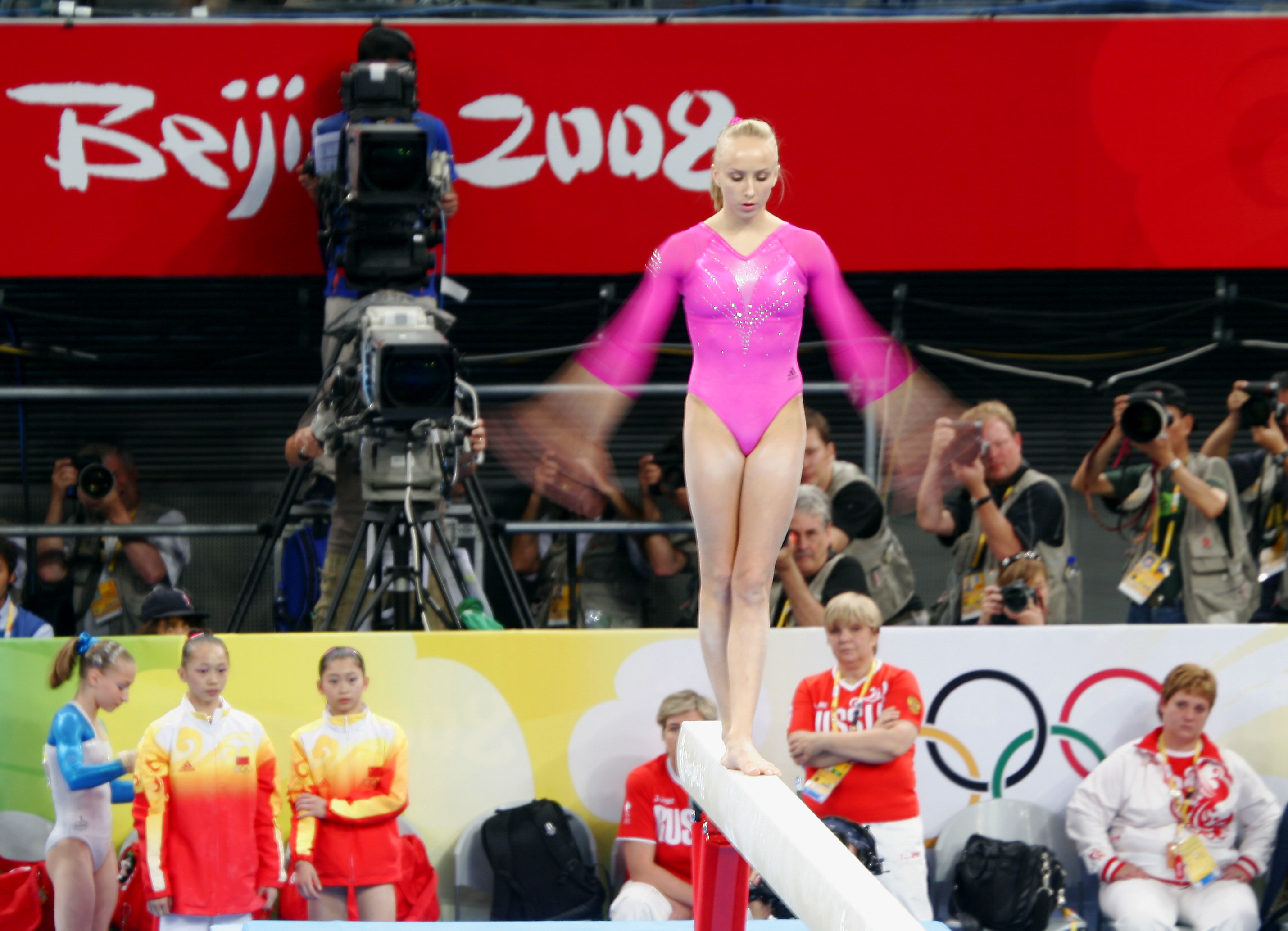
Nastia Liukin compete na trave durante a final do individual geral.

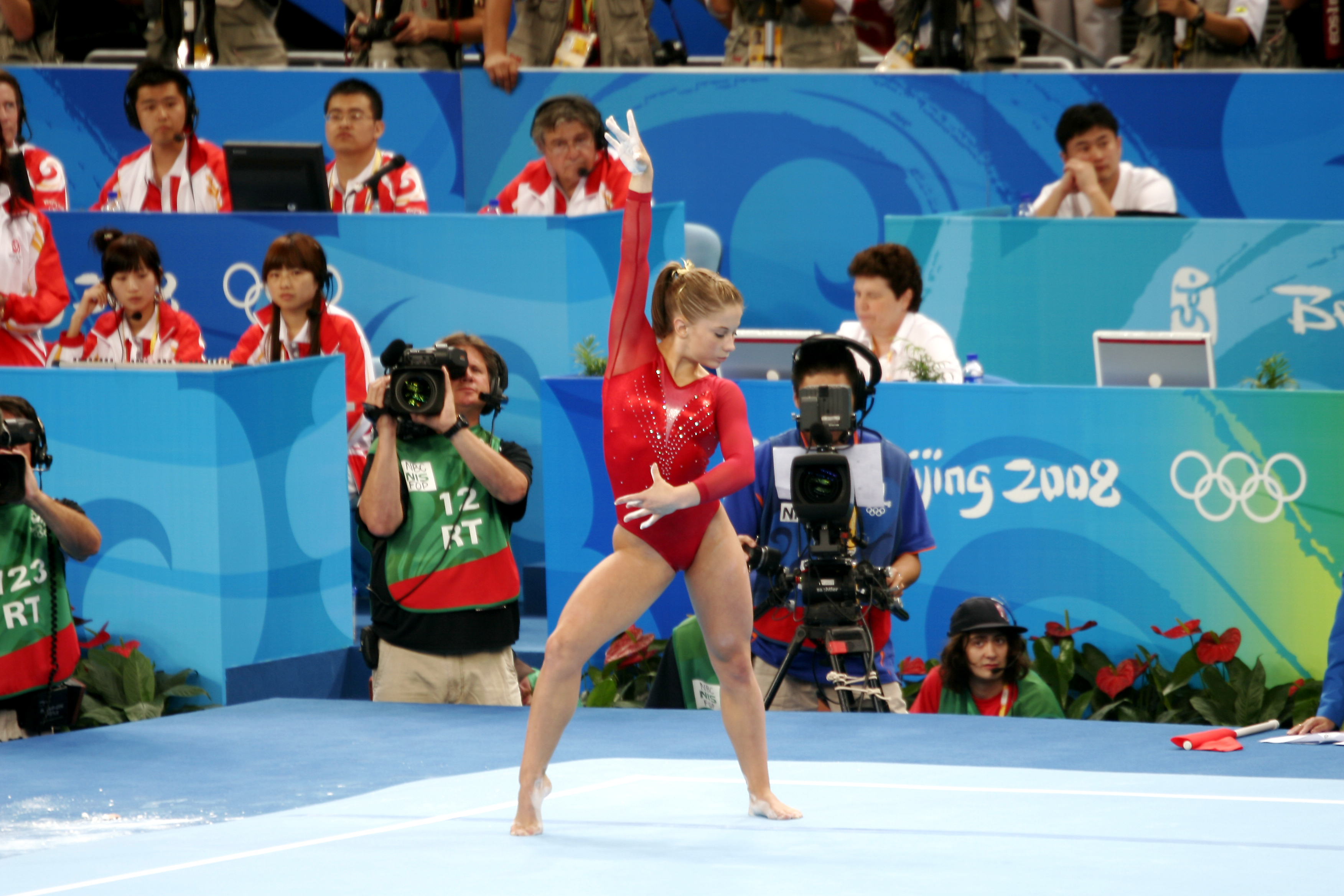
Shawn Johnson compete no solo durante o individual geral.

Masculino
| Atleta                                                                               | Evento           | Aparelho | Aparelho | Aparelho       | Aparelho | Aparelho       | Aparelho  | Qualificação | Qualificação | Final       | Final             |
| Atleta                                                                               | Evento           | Salto    | Solo     | Cav. com alças | Argolas  | Bar. paralelas | Bar. fixa | Total        | Pos.         | Total       | Pos.              |
| ------------------------------------------------------------------------------------ | ---------------- | -------- | -------- | -------------- | -------- | -------------- | --------- | ------------ | ------------ | ----------- | ----------------- |
| Alexander Artemev                                                                    | Individual geral | 15,825   | 14,875   | 15,250         | 13,675   | 15,175         | 14,925    | 89,275       | 19º          | 90,675      | 12º               |
| Alexander Artemev                                                                    | Cavalo com alças |          |          |                |          |                |           | 15,150       | 6º           | 14,975      | 7º                |
| Jonathan Horton                                                                      | Individual geral | 15,950   | 15,350   | 13,925         | 15,325   | 15,525         | 15,575    | 91,650       | 8º           | 91,575      | 9º                |
| Jonathan Horton                                                                      | Barra fixa       |          |          |                |          |                |           | 15,575       | 6º           | 16,175      | Medalha de prata  |
| Justin Spring                                                                        | Individual geral | 15,900   | 14,400   |                | 14,175   | 15,800         | 15,375    | 75,650       | 51º          | Não avançou | Não avançou       |
| Raj Bhavsar                                                                          | Individual geral | 16,175   | 14,175   | 14,050         | 15,325   | 15,625         |           | 75,350       | 52º          | Não avançou | Não avançou       |
| Joey Hagerty                                                                         | Individual geral | 15,700   | 15,275   | 13,925         |          | 15,350         | 15,400    | 75,650       | 50º          | Não avançou | Não avançou       |
| Kai Wen Tan                                                                          | Individual geral |          |          | 14,100         | 15,725   |                | 14,425    | 44,250       | 76º          | Não avançou | Não avançou       |
| Jonathan Horton Justin Spring Alexander Artemev Raj Bhavsar Joey Hagerty Kai Wen Tan | Equipes          | 63,850   | 59,900   | 57,325         | 60,550   | 62,300         | 61,275    | 365,200      | 6º           | 275,850     | Medalha de bronze |

Feminino
| Atleta                                                                                     | Evento              | Aparelho | Aparelho | Aparelho          | Aparelho | Qualificação | Qualificação | Final       | Final             |
| Atleta                                                                                     | Evento              | Salto    | Solo     | Bar. assimétricas | Trave    | Total        | Pos.         | Total       | Pos.              |
| ------------------------------------------------------------------------------------------ | ------------------- | -------- | -------- | ----------------- | -------- | ------------ | ------------ | ----------- | ----------------- |
| Nastia Liukin                                                                              | Individual geral    | 15,100   | 15,350   | 15,950            | 15,975   | 62,375       | 2º           | 63,325      | Medalha de ouro   |
| Nastia Liukin                                                                              | Trave               |          |          |                   |          | 15,975       | 2º           | 16,025      | Medalha de prata  |
| Nastia Liukin                                                                              | Barras assimétricas |          |          |                   |          | 15,950       | 5º           | 16,725      | Medalha de prata  |
| Nastia Liukin                                                                              | Solo                |          |          |                   |          | 15,350       | 4º           | 15,425      | Medalha de bronze |
| Shawn Johnson                                                                              | Individual geral    | 16,000   | 15,425   | 15,325            | 15,975   | 62,725       | 1º           | 62,725      | Medalha de prata  |
| Shawn Johnson                                                                              | Trave               |          |          |                   |          | 15,975       | 3º           | 16,225      | Medalha de ouro   |
| Shawn Johnson                                                                              | Solo                |          |          |                   |          | 15,425       | 3º           | 15,500      | Medalha de prata  |
| Alicia Sacramone                                                                           | Individual geral    | 15,850   | 15,425   |                   | 15,950   | 46,225       | 63º          | Não avançou | Não avançou       |
| Alicia Sacramone                                                                           | Salto               |          |          |                   |          | 15,625       | 3º           | 15,537      | 4º                |
| Bridget Sloan                                                                              | Individual geral    | 15,275   | 14,850   | 14,800            | 15,500   | 60,425       | 11º          | Não avançou | Não avançou       |
| Samantha Peszek                                                                            | Individual geral    |          |          | 14,800            |          | 14,800       | 96º          | Não avançou | Não avançou       |
| Chellsie Memmel                                                                            | Individual geral    |          |          | 15,050            |          | 15,050       | 94º          | Não avançou | Não avançou       |
| Nastia Liukin Shawn Johnson Alicia Sacramone Bridget Sloan Samantha Peszek Chellsie Memmel | Equipes             | 62,225   | 60,050   | 61,125            | 63,400   | 246,800      | 2º           | 186,525     | Medalha de prata  |

### Ginástica de trampolim
Masculino
| Atleta        | Prova      | Eliminatórias | Eliminatórias | Final       | Final       |
| Atleta        | Prova      | Pontos        | Pos.          | Pontos      | Pos.        |
| ------------- | ---------- | ------------- | ------------- | ----------- | ----------- |
| Chris Estrada | Individual | 65,90         | 15º           | Não avançou | Não avançou |

Feminino
| Atleta         | Prova      | Eliminatórias | Eliminatórias | Final       | Final       |
| Atleta         | Prova      | Pontos        | Pos.          | Pontos      | Pos.        |
| -------------- | ---------- | ------------- | ------------- | ----------- | ----------- |
| Erin Blanchard | Individual | 60,90         | 13º           | Não avançou | Não avançou |

### Halterofilismo
Masculino
| Atleta          | Evento | Arranque (kg) | Arremesso (kg) | Total (kg)  | Posição     |
| --------------- | ------ | ------------- | -------------- | ----------- | ----------- |
| Chad Vaughn     | -77 kg | 147,0         | Não avançou    | Não avançou | Não avançou |
| Kendrick Farris | -85 kg | 160,0         | 202,0          | 362,0       | 8º          |

Feminino
| Atleta           | Evento | Arranque (kg) | Arremesso (kg) | Total (kg) | Posição |
| ---------------- | ------ | ------------- | -------------- | ---------- | ------- |
| Melanie Roach    | -53 kg | 83,0          | 110,0          | 193,0      | 6º      |
| Carissa Gump     | -63 kg | 88,0          | 116,0          | 204,0      | 14º     |
| Natalie Woolfolk | -63 kg | 97,0          | 114,0          | 211,0      | 12º     |
| Cheryl Haworth   | +75 kg | 115,0         | 144,0          | 259,0      | 6º      |

### Hipismo
Adestramento
| Atleta                                           | Cavalo                            | Evento     | Grand Prix/ Final Equipes | Grand Prix/ Final Equipes | Grand Prix Special | Grand Prix Special | Grand Prix Freestyle/ Final Individual | Grand Prix Freestyle/ Final Individual | Resultado final | Resultado final |
| Atleta                                           | Cavalo                            | Evento     | Pontos                    | Posição                   | Pontos             | Posição            | Pontos                                 | Posição                                | Total Pontos    | Posição         |
| ------------------------------------------------ | --------------------------------- | ---------- | ------------------------- | ------------------------- | ------------------ | ------------------ | -------------------------------------- | -------------------------------------- | --------------- | --------------- |
| Courtney King-Dye                                | Harmony's Mythilus                | Individual | 70,458                    | 7º                        | 70,800             | 8º                 | 69,550                                 | 14º                                    | 70,175          | 13º DSQ         |
| Debbie McDonald                                  | Brentina                          | Individual | 63,000                    | 34º                       | Não avançou        | Não avançou        | Não avançou                            | Não avançou                            | Não avançou     | Não avançou     |
| Steffen Peters                                   | Ravel                             | Individual | 70,000                    | 10º                       | 71,800             | 4º                 | 76,500                                 | 3º                                     | 74,150          | 4º              |
| Courtney King-Dye Debbie McDonald Steffen Peters | Harmony's Mythilus Brentina Ravel | Equipes    | 67,819                    | 4º DSQ                    |                    |                    |                                        |                                        |                 |                 |

Em 22 de setembro de 2008 a Federação Equestre Internacional (FEI) desclassificou a equipe estadunidense de adestramento por equipes e o décimo terceiro lugar de Courtney King no adestramento individual após o cavalo Harmony's Mythilus de King testar positivo para a substância felbinac, um anti-inflamatório não-esteroide, considerado dopante.
CCE
| Atleta                                                          | Cavalo                                                  | Evento     | Adestramento | Adestramento | Cross-country | Cross-country | Saltos         | Saltos         | Saltos               | Saltos               | Total   | Total            |
| Atleta                                                          | Cavalo                                                  | Evento     | Adestramento | Adestramento | Cross-country | Cross-country | Qualificatória | Qualificatória | Final/ Final Equipes | Final/ Final Equipes | Total   | Total            |
| Atleta                                                          | Cavalo                                                  | Evento     | Pen.         | Posição      | Pen.          | Posição       | Pen.           | Posição        | Pen.                 | Posição              | Pen.    | Posição          |
| --------------------------------------------------------------- | ------------------------------------------------------- | ---------- | ------------ | ------------ | ------------- | ------------- | -------------- | -------------- | -------------------- | -------------------- | ------- | ---------------- |
| Phillip Dutton                                                  | Connaught                                               | Individual | 40,60        | 14º          | 19,60         | 14º           | 8              | 16º            | DSQ                  | DSQ                  | 68,20   | -                |
| Becky Holder                                                    | Courageous Comet                                        | Individual | 35,70        | 5º           | 82,00         | 48º           | 8              | 43º            | Não avançou          | Não avançou          | 125,70  | 42º              |
| Gina Miles                                                      | McKinlaigh                                              | Individual | 39,30        | 10º          | 16,80         | 5º            | -              | 4º             | -                    | 2º                   | 56,10   | Medalha de prata |
| Amy Tryon                                                       | Poggio II                                               | Individual | 46,50        | 24º          | Eliminado     | Eliminado     | Eliminado      | Eliminado      | Eliminado            | Eliminado            | 1000,00 | -                |
| Karen O'Connor                                                  | Mandiba                                                 | Individual | 41,90        | 16º          | 84,80         | 54º           | 5              | 45º            | Não avançou          | Não avançou          | 131,70  | 44º              |
| Phillip Dutton Becky Holder Gina Miles Amy Tryon Karen O'Connor | Connaught Courageous Comet McKinlaigh Poggio II Mandiba | Equipes    | 115,60       | 3º           | 118,40        | 7º            |                |                | 16                   | 7º                   | 250,00  | 7º               |

Saltos
| Atleta                                             | Cavalo                                                   | Evento     | Ronda Ind. 1/ Qualif. Equipe | Ronda Ind. 1/ Qualif. Equipe | Ronda Ind. 2/ Final Equipe 1 | Ronda Ind. 2/ Final Equipe 1 | Ronda Ind. 2/ Final Equipe 1 | Ronda Ind. 3/ Final Equipe 2 | Ronda Ind. 3/ Final Equipe 2 | Ronda Ind. 3/ Final Equipe 2 | Final       | Final       | Final       | Final       | Disputa pelo bronze Jump-off | Disputa pelo bronze Jump-off | Posição final     |
| Atleta                                             | Cavalo                                                   | Evento     | Ronda Ind. 1/ Qualif. Equipe | Ronda Ind. 1/ Qualif. Equipe | Ronda Ind. 2/ Final Equipe 1 | Ronda Ind. 2/ Final Equipe 1 | Ronda Ind. 2/ Final Equipe 1 | Ronda Ind. 3/ Final Equipe 2 | Ronda Ind. 3/ Final Equipe 2 | Ronda Ind. 3/ Final Equipe 2 | Ronda A     | Ronda A     | Ronda B     | Ronda B     | Disputa pelo bronze Jump-off | Disputa pelo bronze Jump-off | Posição final     |
| Atleta                                             | Cavalo                                                   | Evento     | Pen.                         | Posição                      | Pen.                         | Total                        | Posição                      | Pen.                         | Total                        | Posição                      | Pen.        | Posição     | Pen.        | Total       | Pen.                         | Tempo                        | Posição final     |
| -------------------------------------------------- | -------------------------------------------------------- | ---------- | ---------------------------- | ---------------------------- | ---------------------------- | ---------------------------- | ---------------------------- | ---------------------------- | ---------------------------- | ---------------------------- | ----------- | ----------- | ----------- | ----------- | ---------------------------- | ---------------------------- | ----------------- |
| Laura Kraut                                        | Cedric                                                   | Individual | 5                            | 39º                          | 4                            | 9                            | 22º                          | 0                            | 9                            | 12º                          | 8           | 23º         | Não avançou | Não avançou | Não avançou                  | Não avançou                  | Não avançou       |
| Beezie Madden                                      | Authentic                                                | Individual | 0                            | 1º                           | 11                           | 11                           | 29º                          | 4                            | 15                           | 17º                          | 0           | 1º          | 4           | 4           | 0                            | 35s25                        | Medalha de bronze |
| Will Simpson                                       | El Campeon's Carlsson vom Dach                           | Individual | 0                            | 1º                           | 8                            | 8                            | 16º                          | 8                            | 16                           | 18º                          | Não avançou | Não avançou | Não avançou | Não avançou | Não avançou                  | Não avançou                  | Não avançou       |
| McLain Ward                                        | Sapphire                                                 | Individual | 0                            | 1º                           | 0                            | 0                            | 1º                           | 4                            | 4                            | 2º                           | 4           | 11º         | 0           | 4           | 4                            | 35s39                        | 6º                |
| Laura Kraut Beezie Madden Will Simpson McLain Ward | Cedric Authentic El Campeon's Carlsson vom Dach Sapphire | Equipes    | 0                            | 1º                           | 12                           | -                            | 1º                           | 8                            | 20                           | 1º                           |             |             |             |             | 0                            | 115s41                       | Medalha de ouro   |

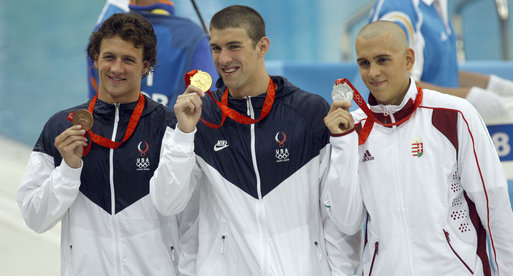
Da esquerda para a direita: Ryan Lochte (bronze), Michael Phelps (ouro) e László Cseh, da Hungria (prata) durante a cerimônia de entrega das medalhas nos 400 metros medley.

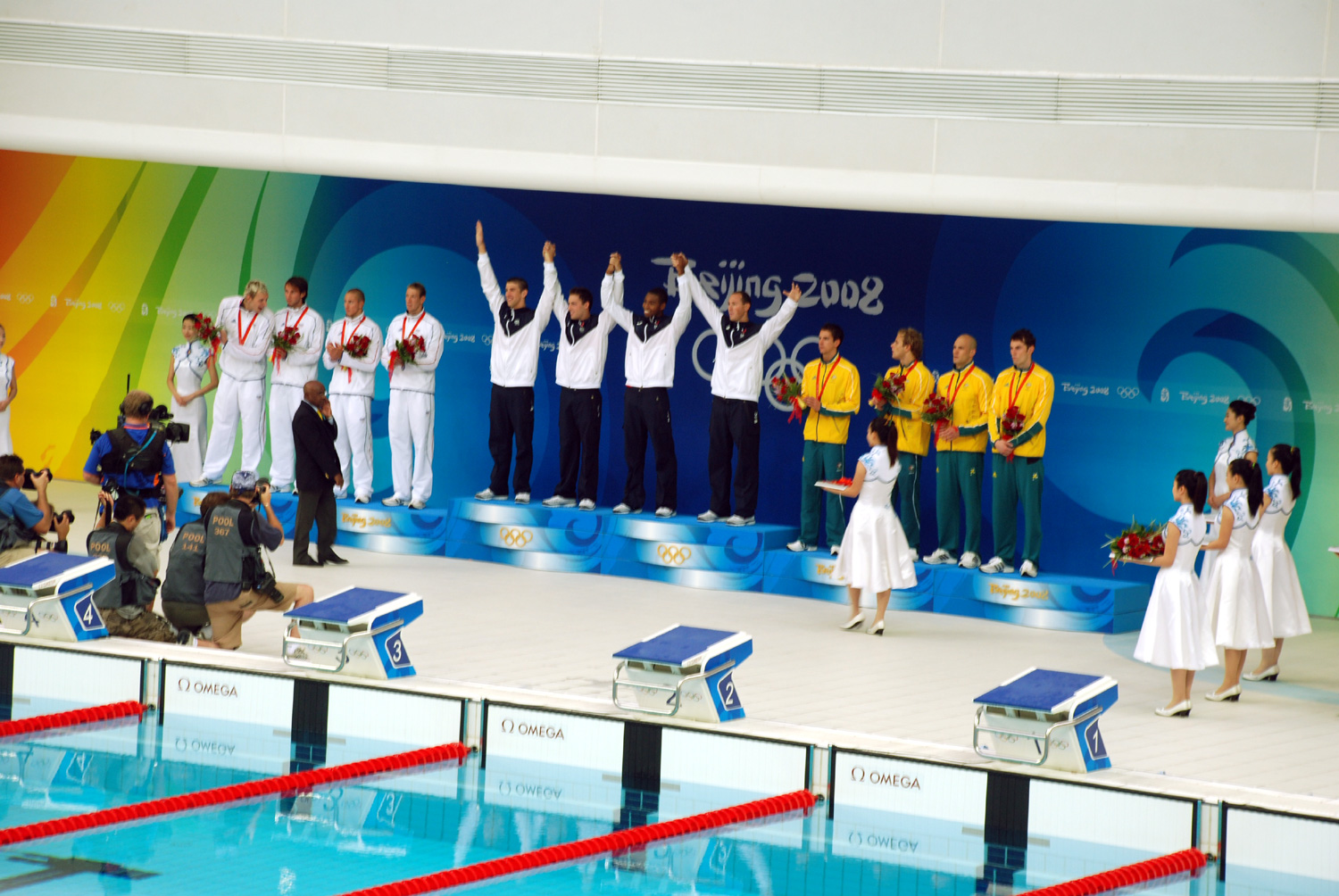
Da esquerda para a direita: Equipes do 4x100 metros livre formada por Michael Phelps, Garett Weber-Gale, Cullen Jones e Jason Lezak conquistou a medalha de ouro.

### Hóquei sobre a grama
Feminino
| Equipe | Fase de grupos                                                                                        | Fase de grupos | Segunda fase                                | Final                  | Pos. |
| Equipe | Adversário e resultado                                                                                | Pos.           | Adversário e resultado                      | Adversário e resultado | Pos. |
| --- | --- | -------------- | ------------------------------------------- | ---------------------- | ---- |
| Angela Loy Kelly Doton Jesse Gey Rachel Dawson Tiffany Snow Keli Smith Dana Sensenig Carrie Lingo Caroline Nichols Kate Barber Katelyn Falgowski Dina Rizzo Amy Tran Kayla Bashore Lauren Crandall Lauren Powley | ARG Argentina E 2-2 JPN Japão E 1-1 GER Alemanha D 2-4 NZL Nova Zelândia V 4-1 GBR Grã-Bretanha E 0-0 | 4º (Gr. B)     | Decisão do 7º lugar ESP Espanha D 2-3 (pro) |                        | 8º   |

### Judô
Masculino
| Atleta                 | Evento  | Preliminares           | Fase de 32                    | Fase de 16                   | Quartas                      | Semifinais             | Repescagem                  | Repescagem                 | Repescagem             | Final                  | Final       |
| Atleta                 | Evento  | Preliminares           | Fase de 32                    | Fase de 16                   | Quartas                      | Semifinais             | 1ª fase                     | Quartas                    | Semifinais             | Final                  | Final       |
| Atleta                 | Evento  | Adversário e resultado | Adversário e resultado        | Adversário e resultado       | Adversário e resultado       | Adversário e resultado | Adversário e resultado      | Adversário e resultado     | Adversário e resultado | Adversário e resultado | Pos.        |
| ---------------------- | ------- | ---------------------- | ----------------------------- | ---------------------------- | ---------------------------- | ---------------------- | --------------------------- | -------------------------- | ---------------------- | ---------------------- | ----------- |
| Taraje Williams-Murray | -60 kg  |                        | JPN H. Hiraoka V 0001-0000    | VEN J. Guedez D 0000-1000    | Não avançou                  | Não avançou            | Não avançou                 | Não avançou                | Não avançou            | Não avançou            | Não avançou |
| Taylor Takata          | -66 kg  |                        | GRE T. Zintiridis V 0010-0000 | NED D. Elmont V 0001-0000    | CUB Y. Arencibia D 0000-0010 |                        |                             | EGY A. El Hady D 0001-1000 | Não avançou            | Não avançou            | Não avançou |
| Ryan Reser             | -73 kg  |                        | MGL D. Gantumur D 0100-0111   | Não avançou                  | Não avançou                  | Não avançou            | Não avançou                 | Não avançou                | Não avançou            | Não avançou            | Não avançou |
| Travis Stevens         | -81 kg  |                        | ESA F. Cisneros V 1011-0000   | GER O. Bischof D 0001-0011   |                              |                        | AZE M. Azizov V 0200-0001   | BRA T. Camilo D 0010-0011  | Não avançou            | Não avançou            | Não avançou |
| Brian Olson            | -90 kg  |                        | ARG D. Rosati D 0000-0001     | Não avançou                  | Não avançou                  | Não avançou            | Não avançou                 | Não avançou                | Não avançou            | Não avançou            | Não avançou |
| Alder Volmar           | -100 kg |                        | BIH A. Mekić D 0000-0200      | Não avançou                  | Não avançou                  | Não avançou            | Não avançou                 | Não avançou                | Não avançou            | Não avançou            | Não avançou |
| Daniel McCormick       | +100 kg |                        | SEN D. Bathily V 0010-0001    | GEO L. Gujejiani D 0000-1000 |                              |                        | GUM R. Blas Jr. V 0100-0010 | IRI M. Roudaki D 0001-1001 | Não avançou            | Não avançou            | Não avançou |

Feminino
| Atleta           | Evento | Preliminares           | Fase de 32                    | Fase de 16                   | Quartas                  | Semifinais             | Repescagem             | Repescagem                  | Repescagem                  | Final                                       | Final             |
| Atleta           | Evento | Preliminares           | Fase de 32                    | Fase de 16                   | Quartas                  | Semifinais             | 1ª fase                | Quartas                     | Semifinais                  | Final                                       | Final             |
| Atleta           | Evento | Adversário e resultado | Adversário e resultado        | Adversário e resultado       | Adversário e resultado   | Adversário e resultado | Adversário e resultado | Adversário e resultado      | Adversário e resultado      | Adversário e resultado                      | Pos.              |
| ---------------- | ------ | ---------------------- | ----------------------------- | ---------------------------- | ------------------------ | ---------------------- | ---------------------- | --------------------------- | --------------------------- | ------------------------------------------- | ----------------- |
| Sayaka Matsumoto | -48 kg |                        | JPN R. Tani D 0000-0020       |                              |                          |                        | CHN Wu S. D 0000-1000  | Não avançou                 | Não avançou                 | Não avançou                                 | Não avançou       |
| Valerie Gotay    | -57 kg |                        | KAZ G. Uralbayeva V 1001-0010 | ESP I. Fernández D 0000-0010 | Não avançou              | Não avançou            | Não avançou            | Não avançou                 | Não avançou                 | Não avançou                                 | Não avançou       |
| Ronda Rousey     | -70 kg |                        | TKM N. Surkiea V 1010-0000    | POL K. Pilocik V 1000-0000   | NED E. Bosch D 0000-1000 |                        |                        | ALG R. Ouerdane V 1001-0000 | HUN A. Meszaros V 1010-0000 | Disputa pelo bronze GER A. Bohm V 0010-0001 | Medalha de bronze |

### Lutas
Greco-romana
| Atleta         | Evento  | Preliminar                      | Oitavas de final             | Quartas de final               | Semifinal                 | Repescagem 1ª rodada   | Repescagem 2ª rodada             | Final                                        | Final             |
| Atleta         | Evento  | Adversário e resultado          | Adversário e resultado       | Adversário e resultado         | Adversário e resultado    | Adversário e resultado | Adversário e resultado           | Adversário e resultado                       | Pos.              |
| -------------- | ------- | ------------------------------- | ---------------------------- | ------------------------------ | ------------------------- | ---------------------- | -------------------------------- | -------------------------------------------- | ----------------- |
| Spenser Mango  | -55 kg  |                                 | ROU V. Munteanu V 1-1, 5-2   | KOR Park E-C. D 2-3, 1-6       | Não avançou               | Não avançou            | Não avançou                      | Não avançou                                  | Não avançou       |
| Jake Deitchler | -66 kg  |                                 | KGZ K. Begaliev D 0-6, 3-3   |                                |                           |                        | UKR A. Vardanyan D 1-1, 3-1, 1-1 | Não avançou                                  | Não avançou       |
| T.C. Dantzler  | -74 kg  | HUN P. Bácsi D 1-5, 2-2, 0-3    | Não avançou                  | Não avançou                    | Não avançou               | Não avançou            | Não avançou                      | Não avançou                                  | Não avançou       |
| Brad Vering    | -84 kg  | POL A. Michalkiewicz V 4-0, 1-1 | ARM D. Forov D 0-4, 2-1, 0-3 | Não avançou                    | Não avançou               | Não avançou            | Não avançou                      | Não avançou                                  | Não avançou       |
| Adam Wheeler   | -96 kg  |                                 | HUN L. Virág V 1-1, 1-1, 1-1 | CHN Jiang H. V 0-7, 4-2, 1-1   | GER M. Englich D 1-2, 1-2 |                        |                                  | Disputa pelo bronze: KOR Han T-Y. V 2-1, 4-1 | Medalha de bronze |
| Dremiel Byers  | -120 kg | UKR O. Chernetskyi V 1-1, 2-0   | CHN Liu D. V 4-0, 1-1, 1-1   | SWE J. Sjöberg D 0-3, 1-1, 1-1 | Não avançou               | Não avançou            | Não avançou                      | Não avançou                                  | Não avançou       |

Livre masculino
| Atleta         | Evento  | Preliminar                | Oitavas de final               | Quartas de final                   | Semifinal                       | Repescagem 1ª rodada         | Repescagem 2ª rodada          | Final                       | Final           |
| Atleta         | Evento  | Adversário e resultado    | Adversário e resultado         | Adversário e resultado             | Adversário e resultado          | Adversário e resultado       | Adversário e resultado        | Adversário e resultado      | Pos.            |
| -------------- | ------- | ------------------------- | ------------------------------ | ---------------------------------- | ------------------------------- | ---------------------------- | ----------------------------- | --------------------------- | --------------- |
| Henry Cejudo   | -55 kg  |                           | BUL R. Velikov V 0-1, 3-2, 4-3 | GEO B. Gochashvili V 1-3, 3-2, 2-0 | AZE N. Sevdimov V 3-5, 3-2, 4-3 |                              |                               | JPN T. Matsunaga V 2-2, 3-0 | Medalha de ouro |
| Mike Zadick    | -60 kg  |                           | UKR V. Fedoryshyn D 0-5, 0-6   |                                    |                                 |                              | KGZ B. Bazarguruev D 0-1, 0-3 | Não avançou                 | Não avançou     |
| Doug Schwab    | -66 kg  | UKR A. Stadnik D 0-2, 0-4 |                                |                                    |                                 | IND S. Kumar D 1-4, 1-0, 2-3 | Não avançou                   | Não avançou                 | Não avançou     |
| Ben Askren     | -74 kg  | HUN I. Veréb V 0-2, F     | CUB I. Fundora D 1-3, 0-4      | Não avançou                        | Não avançou                     | Não avançou                  | Não avançou                   | Não avançou                 | Não avançou     |
| Andy Hrovat    | -84 kg  |                           | CUB R. Salas D 3-0, 1-3, 2-2   | Não avançou                        | Não avançou                     | Não avançou                  | Não avançou                   | Não avançou                 | Não avançou     |
| Daniel Cormier | -96 kg  |                           | CUB M. Batista D w.o.          | Não avançou                        | Não avançou                     | Não avançou                  | Não avançou                   | Não avançou                 | Não avançou     |
| Steve Mocco    | -120 kg | IND R. Tomar V 1-0, 3-0   | CHN Liang L. V 1-0, 3-0        | RUS B. Akhmedov D 1-0, 0-1, 0-2    |                                 |                              | IRI F. Masoumi D 1-3, 1-4     | Não avançou                 | Não avançou     |

Livre feminino
| Atleta           | Evento | Preliminar             | Oitavas de final                 | Quartas de final            | Semifinal                   | Repescagem 1ª rodada   | Repescagem 2ª rodada       | Final                                                | Final             |
| Atleta           | Evento | Adversário e resultado | Adversário e resultado           | Adversário e resultado      | Adversário e resultado      | Adversário e resultado | Adversário e resultado     | Adversário e resultado                               | Pos.              |
| ---------------- | ------ | ---------------------- | -------------------------------- | --------------------------- | --------------------------- | ---------------------- | -------------------------- | ---------------------------------------------------- | ----------------- |
| Clarissa Chun    | -48 kg |                        | SWE S. Mattsson V 2-1, 4-1       | FRA V. Boubryemm V 6-1, 2-1 | JPN C. Icho D 0-1, 3-0, 1-1 |                        |                            | Disputa pelo bronze UKR I. Merleni D 0-2, 1-4        | 5º                |
| Marcie Van Dusen | -55 kg |                        | UKR N. Synyshyn V 0-4, 1-1, 7-0  | COL J. Rentería D 2-7, 3-5  | Não avançou                 | Não avançou            | Não avançou                | Não avançou                                          | Não avançou       |
| Randi Miller     | -63 kg | EGY H. Farag V F       | UKR Y. Ostapchuk V 0-2, 2-0, 3-0 | JPN K. Icho D 0-3, 0-6      |                             |                        | AZE O. Zamula V 2-0, F     | Disputa pelo bronze CAN M. Dugrenier V 1-0, 1-2, 1-1 | Medalha de bronze |
| Ali Bernard      | -72 kg |                        | NGR A. Obiajunwa V F             | CHN Wang J. D 1-3, 3-7      |                             |                        | SWE J. Fransson V 3-1, 3-0 | Disputa pelo bronze JPN K. Hamaguchi D 0-3, 1-3      | 5º                |

### Nado sincronizado
| Atletas | Evento  | Rotina técnica | Rotina técnica | Rotina livre | Rotina livre | Rotina livre | Rotina livre | Rotina livre - Final | Rotina livre - Final | Rotina livre - Final | Rotina livre - Final |
| Atletas | Evento  | Pontos         | Posição        | Pontos       | Posição      | Total        | Posição      | Pontos               | Posição              | Total                | Posição              |
| --- | ------- | -------------- | -------------- | ------------ | ------------ | ------------ | ------------ | -------------------- | -------------------- | -------------------- | -------------------- |
| Christina Jones Andrea Nott                                                                                      | Dueto   | 47,750         | 5º             | 47,750       | 5º           | 95,500       | 5º           | 47,750               | 5º                   | 95,500               | 5º                   |
| Kate Hooven Brooke Abel Christina Jones Becky Kim Andrea Nott Annabelle Orme Jilian Penner Janet Culp Kim Probst | Equipes | 47,584         | 5º             |              |              |              |              | 47,750               | 6º                   | 95,334               | 5º                   |

### Natação
Masculino
| Evento           | Atletas | Eliminatórias                                           | Eliminatórias | Semifinal     | Semifinal | Final                                             | Final             |             |             |
| Evento           | Atletas | Tempo                                                   | Posição       | Tempo         | Posição   | Tempo                                             | Posição           |             |             |
| ---------------- | --- | ------------------------------------------------------- | ------------- | ------------- | --------- | ------------------------------------------------- | ----------------- | ----------- | ----------- |
| 50 m livre       | Garrett Weber-Gale                                                                                                | 21.95                                                   | 9 Q           | 22.08         | 13        | Não avançou                                       | Não avançou       |             |             |
| 50 m livre       | Ben Wildman-Tobriner                                                                                              | 21.75                                                   | 3 Q           | 21.76         | 7 Q       | 21.64                                             | 5                 |             |             |
| 100 m livre      | Jason Lezak | 48.33                                                   | 11 Q          | 47.98         | 6 Q       | 47.67                                             | Medalha de bronze |             |             |
| 100 m livre      | Garrett Weber-Gale                                                                                                | 48.19                                                   | 8 Q           | 48.12         | 10        | Não avançou                                       | Não avançou       |             |             |
| 200 m livre      | Michael Phelps | 1:46.48                                                 | 4 Q           | 1:46.28       | 4 Q       | 1:42.96 (WR)                                      | Medalha de ouro   |             |             |
| 200 m livre      | Peter Vanderkaay                                                                                                  | 1:47.39                                                 | 12 Q          | 1:45.76       | 1 Q       | 1:45.14                                           | Medalha de bronze |             |             |
| 400 m livre      | Larsen Jensen | 3:43.10 (NR)                                            | 1 Q           |               |           | 3:42.78 (NR)                                      | Medalha de bronze |             |             |
| 400 m livre      | Peter Vanderkaay                                                                                                  | 3:44.22                                                 | 6 Q           |               |           | 3:43.11                                           | 4                 |             |             |
| 1500 m freestyle | Larsen Jensen | 14:49.53                                                | 8 Q           |               |           | 14:48.16                                          | 5                 |             |             |
| 1500 m freestyle | Peter Vanderkaay                                                                                                  | 14:52.11                                                | 11            |               |           | Não avançou                                       | Não avançou       |             |             |
| 100 m costas     | Matt Grevers | 53.41 (OR)                                              | 1 Q           | 52.99         | 2 Q       | 53.11                                             | Medalha de prata  |             |             |
| 100 m costas     | Aaron Peirsol | 53.65                                                   | 3 Q           | 53.56         | 5 Q       | 52.54 (WR)                                        | Medalha de ouro   |             |             |
| 200 m costas     | Ryan Lochte | 1:56.29                                                 | 1 Q           | 1:55.40       | 2 Q       | 1:53.93 (WR)                                      | Medalha de ouro   |             |             |
| 200 m costas     | Aaron Peirsol | 1:56.35                                                 | 2 Q           | 1:55.26       | 1 Q       | 1:54.33                                           | Medalha de prata  |             |             |
| 100 m peito      | Mark Gangloff | 1:00.71                                                 | 16 Q          | 1:00.44       | 7 Q       | 1:00.24                                           | 8                 |             |             |
| 100 m peito      | Brendan Hansen | 1:00.36                                                 | 10 Q          | 59.94         | 5 Q       | 59.57                                             | 4                 |             |             |
| 200 m peito      | Eric Shanteau | 2:10.29                                                 | 7 Q           | 2:10.10       | 10        | Não avançou                                       | Não avançou       | Não avançou |             |
| 200 m peito      | Scott Spann | 2:10.61                                                 | 10 Q          | 2:09.08       | 3 Q       | 2:09.76                                           | 6                 |             |             |
| 100 m borboleta  | Ian Crocker | 51.95                                                   | 13 Q          | 51.27         | 3 Q       | 51.13                                             | 4                 |             |             |
| 100 m borboleta  | Michael Phelps | 50.87                                                   | 2 Q           | 50.97         | 2 Q       | 50.58 (OR)                                        | Medalha de ouro   |             |             |
| 200 m borboleta  | Michael Phelps | 1:53.70 (OR)                                            | 1 Q           | 1:53.70 (=OR) | 1 Q       | 1:52.03 (WR)                                      | Medalha de ouro   |             |             |
| 200 m borboleta  | Gil Stovall | 1:55.42                                                 | 8 Q           | 1:55.36       | 9         | Não avançou                                       | Não avançou       | Não avançou | Não avançou |
| 200 m medley     | Ryan Lochte | 1:58.15                                                 | 1 Q           | 1:57.69       | 1 Q       | 1:56.53                                           | Medalha de bronze |             |             |
| 200 m medley     | Michael Phelps | 1:58.65                                                 | 6 Q           | 1:57.70       | 2 Q       | 1:54.23 (WR)                                      | Medalha de ouro   |             |             |
| 400 m medley     | Ryan Lochte | 4:10.33                                                 | 4 Q           |               |           | 4:08.09                                           | Medalha de bronze |             |             |
| 400 m medley     | Michael Phelps | 4:07.82 (OR)                                            | 1 Q           |               |           | 4:03.84 (WR)                                      | Medalha de ouro   |             |             |
| 4×100 m livre    | Nathan Adrian Matt Grevers Cullen Jones Jason Lezak Garrett Weber-Gale Ben Wildman-Tobriner Michael Phelps        | 3:12.23 (WR) (Adrian, Jones, Wildman-Tobriner, Grevers) | 1 Q           |               |           | 3:08.24 (WR) (Phelps, Webber-Gale, Jones, Lezak)  | Medalha de ouro   |             |             |
| 4×200 m livre    | Ricky Berens Klete Keller Ryan Lochte Michael Phelps Peter Vanderkaay Erik Vendt David Walters                    | 7:04.66 (OR) (Walters, Berens, Keller, Vendt)           | 1 Q           |               |           | 6:58.56 (WR) (Phelps, Lochte, Berens, Vanderkaay) | Medalha de ouro   |             |             |
| 4×100 m medley   | Ian Crocker Matt Grevers Mark Gangloff Brendan Hansen Jason Lezak Aaron Peirsol Michael Phelps Garrett Weber-Gale | 3:32.75 (Grevers, Gangloff, Crocker, Weber-Gale)        | 1 Q           |               |           | 3:29.34 (WR) (Peirsol, Hansen, Phelps, Lezak)     | Medalha de ouro   |             |             |
| 10 km maratona   | Mark Warkentin |                                                         |               |               |           | 1:52:13.00                                        | 8                 |             |             |

Feminino
| Evento             | Atletas | Eliminatórias                                 | Eliminatórias | Semifinal   | Semifinal   | Final                                           | Final             |             |
| Evento             | Atletas | Tempo                                         | Posição       | Tempo       | Posição     | Tempo                                           | Posição           |             |
| ------------------ | --- | --------------------------------------------- | ------------- | ----------- | ----------- | ----------------------------------------------- | ----------------- | ----------- |
| 50 m livre         | Kara Lynn Joyce | 25.01                                         | 14 Q          | 24.63       | 7 Q         | 24.63                                           | 6                 |             |
| 50 m livre         | Dara Torres | 24.58                                         | 3 Q           | 24.27       | 1 Q         | 24.07 (NR)                                      | Medalha de prata  |             |
| 100 m livre        | Natalie Coughlin | 53.82                                         | 4 Q           | 53.70       | 1 Q         | 53.39 (NR)                                      | Medalha de bronze |             |
| 100 m livre        | Lacey Nymeyer | 54.62                                         | 14 Q          | 54.74       | 12          | Não avançou                                     | Não avançou       | Não avançou |
| 200 m livre        | Katie Hoff | 1:57.20                                       | 4 Q           | 1:57.01     | 2 Q         | 1:55.78 (NR)                                    | 4                 |             |
| 200 m livre        | Allison Schmitt | 1:57.38                                       | 7 Q           | 1:58.01     | 9           | Não avançou                                     | Não avançou       |             |
| 400 m livre        | Katie Hoff | 4:03.71                                       | 3 Q           |             |             | 4:03.29                                         | Medalha de prata  |             |
| 400 m livre        | Kate Ziegler | 4:09.59                                       | 14            |             |             | Não avançou                                     | Não avançou       | Não avançou |
| 800 m livre        | Katie Hoff | 8:27.78                                       | 11            |             |             | Não avançou                                     | Não avançou       |             |
| 800 m livre        | Kate Ziegler | 8:26.98                                       | 10            |             |             | Não avançou                                     | Não avançou       |             |
| 100 m costas       | Natalie Coughlin | 59.69                                         | 4 Q           | 59.43       | 2 Q         | 58.96 (NR)                                      | Medalha de ouro   |             |
| 100 m costas       | Margaret Hoelzer | 1:00.13                                       | 7 Q           | 59.84       | 6 Q         | 59.34                                           | Medalha de bronze |             |
| 200 m costas       | Elizabeth Beisel | 2:09.02                                       | 6 Q           | 2:07.90     | 2 Q         | 2:08.23                                         | 5                 |             |
| 200 m costas       | Margaret Hoelzer | 2:09.12                                       | 7 Q           | 2:08.25     | 5 Q         | 2:06.23                                         | Medalha de prata  |             |
| 100 m peito        | Megan Jendrick | 1:08.07                                       | 9 Q           | 1:08.07     | 7 Q         | 1:07.62                                         | 5                 |             |
| 100 m peito        | Rebecca Soni | 1:07.44                                       | 4 Q           | 1:07.07     | 2 Q         | 1:06.73                                         | Medalha de prata  |             |
| 200 m breaststroke | Amanda Beard | 2:27.70                                       | 18            | Não avançou | Não avançou | Não avançou                                     | Não avançou       |             |
| 200 m breaststroke | Rebecca Soni | 2:22.17 (OR)                                  | 1 Q           | 2:22.64     | 1 Q         | 2:20.22 (WR)                                    | Medalha de ouro   |             |
| 100 m borboleta    | Elaine Breeden | 58.06                                         | 2 Q           | 58.55       | 10          | Não avançou                                     | Não avançou       | Não avançou |
| 100 m borboleta    | Christine Magnuson | 57.70                                         | 6 Q           | 57.08 (NR)  | 2 Q         | 57.10                                           | Medalha de prata  |             |
| 200 m borboleta    | Elaine Breeden | 2:07.92                                       | 9 Q           | 2:07.73     | 8 Q         | 2:07.57                                         | 7                 |             |
| 200 m borboleta    | Kathleen Hersey | 2:07.65                                       | 7 Q           | 2:06.96     | 5 Q         | 2:08.23                                         | 8                 |             |
| 200 m medley       | Natalie Coughlin | 2:11.63                                       | 3 Q           | 2:11.84     | 4 Q         | 2:10.34                                         | Medalha de bronze |             |
| 200 m medley       | Katie Hoff | 2:11.58                                       | 2 Q           | 2:10.90     | 3 Q         | 2:10.68                                         | 4                 |             |
| 400 m medley       | Elizabeth Beisel | 4:34.55                                       | 1 Q           |             |             | 4:34.24                                         | 4                 |             |
| 400 m medley       | Katie Hoff | 4:34.63                                       | 2 Q           |             |             | 4:31.71                                         | Medalha de bronze |             |
| 4×100 m livre      | Natalie Coughlin Kara Lynn Joyce Lacey Nymeyer Emily Silver Julia Smit Dara Torres                                          | 3:37.53 (Joyce, Smit, Silver, Nymeyer)        | 3 Q           |             |             | 3:34.33 AM (Coughlin, Nymeyer, Joyce, Torres)   | Medalha de prata  |             |
| 4×200 m livre      | Caroline Burckle Natalie Coughlin Katie Hoff Christine Marshall Allison Schmitt Julia Smit Kim Vandenberg                   | 7:52.43 (Burckle, Marshall, Vanderberg, Smit) | 2 Q           |             |             | 7:46.33 (NR) (Schmitt, Coughlin, Burckle, Hoff) | Medalha de bronze |             |
| 4×100 m medley     | Elaine Breeden Natalie Coughlin Margaret Hoelzer Megan Jendrick Kara Lynn Joyce Rebecca Soni Christine Magnuson Dara Torres | 3:59.15 (Hoelzer, Jendrick, Breeden, Joyce)   | 3 Q           |             |             | 3:53.30 (NR) (Coughlin, Soni, Magnuson, Torres) | Medalha de prata  |             |
| 10 km maratona     | Chloe Sutton |                                               |               |             |             | 2:02:13.6                                       | 22                |             |

### Pentatlo moderno
Masculino
| Atleta      | Evento     | Tiro   | Tiro | Esgrima  | Esgrima | Natação | Natação | Hipismo | Hipismo | Corrida | Corrida | Total | Posição |
| Atleta      | Evento     | Pontos | PPM  | Vitórias | PPM     | Tempo   | PPM     | Pontos  | PPM     | Tempo   | PPM     | PPM   | Posição |
| ----------- | ---------- | ------ | ---- | -------- | ------- | ------- | ------- | ------- | ------- | ------- | ------- | ----- | ------- |
| Eli Bremer  | Individual | 165    | 916  | 14       | 736     | 2m02s80 | 1328    | 140     | 1060    | 9m19s61 | 1164    | 5204  | 23º     |
| Sam Sacksen | Individual | 178    | 1072 | 14       | 736     | 2m08s99 | 1256    | 96      | 1104    | 9m32s90 | 1112    | 5280  | 18º     |

Feminino
| Atleta          | Evento     | Tiro   | Tiro | Esgrima  | Esgrima | Natação | Natação | Hipismo | Hipismo | Corrida   | Corrida | Total | Posição |
| Atleta          | Evento     | Pontos | PPM  | Vitórias | PPM     | Tempo   | PPM     | Pontos  | PPM     | Tempo     | PPM     | PPM   | Posição |
| --------------- | ---------- | ------ | ---- | -------- | ------- | ------- | ------- | ------- | ------- | --------- | ------- | ----- | ------- |
| Sheila Taormina | Individual | 173    | 1012 | 4        | 496     | 2m08s86 | 1376    | 71,54   | 1200    | 10 m25s05 | 1220    | 5304  | 19º     |
| Margaux Isaksen | Individual | 171    | 988  | 15       | 760     | 2m20s30 | 1240    | 71,59   | 1144    | 10 m40s41 | 1160    | 5292  | 21º     |

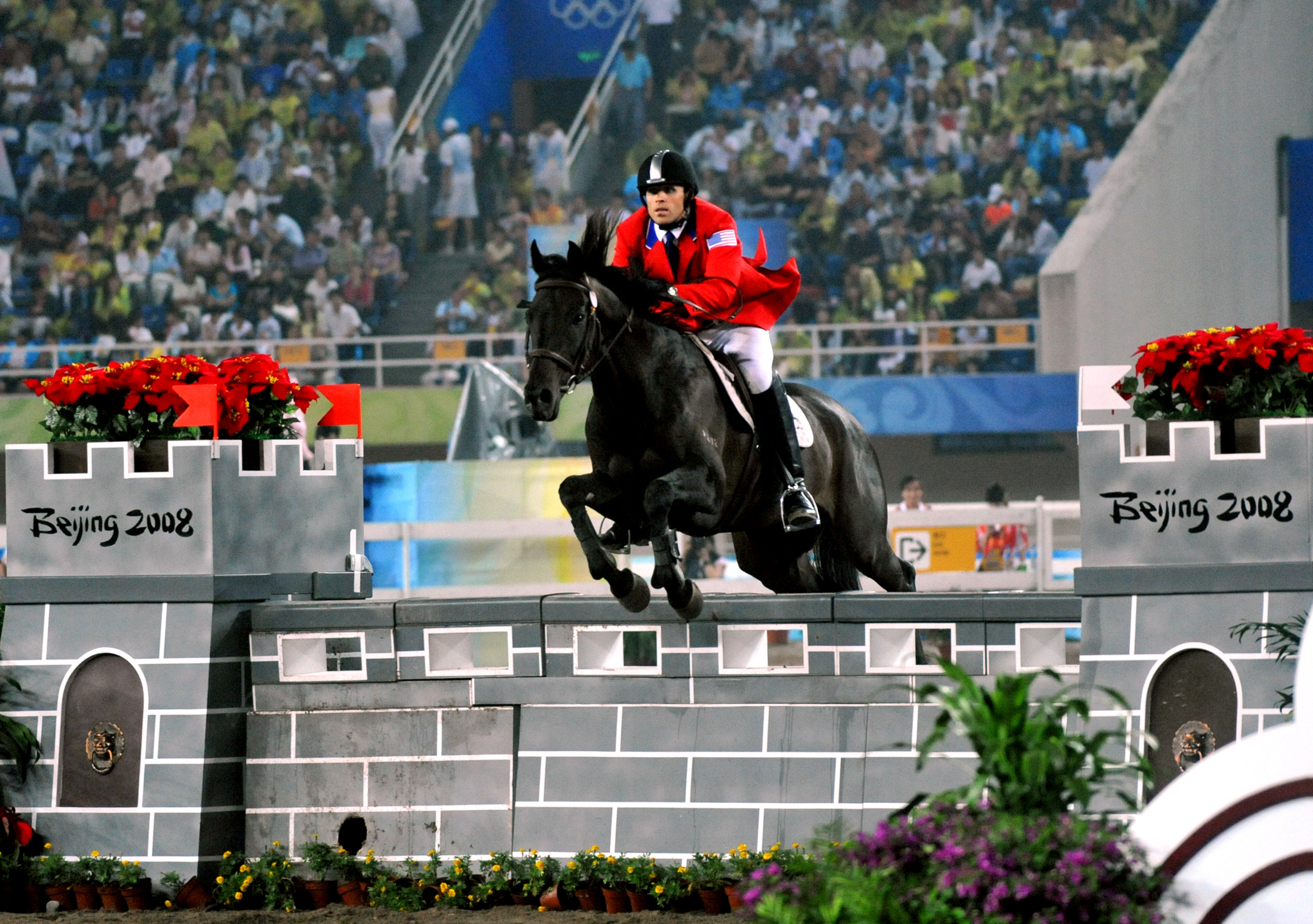
Eli Bremer durante a disputa de hipismo do pentatlo moderno.

Legenda: PPM = Pontos de pentatlo moderno

### Polo aquático
Masculino
| Equipe | Fase de Grupos                                                                           | Fase de Grupos | Quartas-de-final       | Disputa do 5º ao 12º lugares | Semifinal              | Final                  | Pos.             |
| Equipe | Adversário e resultado                                                                   | Pos.           | Adversário e resultado | Adversário e resultado       | Adversário e resultado | Adversário e resultado | Pos.             |
| --- | ---------------------------------------------------------------------------------------- | -------------- | ---------------------- | ---------------------------- | ---------------------- | ---------------------- | ---------------- |
| Merrill Moses Brandon Brooks Ryan Bailey J.W. Krumpholz Tony Azevedo Adam Wright Peter Varellas Jesse Smith Jeff Powers Layne Beaubien Peter Hudnut Rick Merlo Tim Hutten | CHN China V 8-4 ITA Itália V 12-11 SRB Sérvia D 2-4 CRO Croácia V 7-5 GER Alemanha V 8-7 | 1º (Gr. B)     |                        |                              | SRB Sérvia V 10-5      | HUN Hungria D 10-14    | Medalha de prata |

Feminino
| Equipe | Fase de Grupos                                       | Fase de Grupos | Quartas-de-final       | Semifinal              | Final                   | Pos.             |
| Equipe | Adversário e resultado                               | Pos.           | Adversário e resultado | Adversário e resultado | Adversário e resultado  | Pos.             |
| --- | ---------------------------------------------------- | -------------- | ---------------------- | ---------------------- | ----------------------- | ---------------- |
| Betsey Armstrong Jamie Hipp Moriah van Norman Kami Craig Brenda Villa Heather Petri Patty Cardenas Brittany Hayes Lauren Wenger Natalie Golda Alison Gregorka Elsie Windes Jessica Steffens | CHN China V 12-11 ITA Itália E 9-9 RUS Rússia V 12-7 | 1º (Gr. A)     |                        | AUS Austrália V 9-8    | NED Países Baixos D 8-9 | Medalha de prata |

### Remo
Masculino
| Equipe | Evento          | Eliminatórias | Eliminatórias | Repescagem | Repescagem | Quartas | Quartas  | Semifinal | Semifinal | Final    | Final                |
| Equipe | Evento          | Tempo         | Posição       | Tempo      | Posição    | Tempo   | Posição  | Tempo     | Posição   | Tempo    | Posição (Pos. final) |
| --- | --------------- | ------------- | ------------- | ---------- | ---------- | ------- | -------- | --------- | --------- | -------- | -------------------- |
| Ken Jurkowski | Skiff simples   | 7m25s13       | 4º Q          |            |            | 6m53s26 | 3º S A/B | 7m11s52   | 5º FB     | 7m22s75  | 5º (11º)             |
| Tyler Winklevoss Cameron Winklevoss                                                                                           | Dois sem        | 7m13s64       | 5º R          | 6m36s87    | 1º S A/B   |         |          | 6m36s65   | 2º FA     | 7m05s58  | 6º (6º)              |
| Wes Piermarini Elliot Hovey                                                                                                   | Skiff duplo     | 6m39s37       | 5º R          | 6m26s05    | 4º FC      |         |          |           |           | 6m33s15  | 1º (13º)             |
| Brett Newlin Giuseppe Lanzone Paul Teti David Banks                                                                           | Quatro sem      | 6m03s96       | 3º S A/B      |            |            |         |          | 5 m57s52  | 5º FB     | 6m07s17  | 3º (9º)              |
| Scott Gault Jamie Schroeder Sam Stitt Matt Hughes                                                                             | Skiff quádruplo | 5 m45s77      | 3º S A/B      |            |            |         |          | 5 m52s81  | 2º FA     | 5 m47s64 | 5º (5º)              |
| Tom Paradiso Will Daly Patrick Todd Mike Altman                                                                               | Quatro sem leve | 5 m56s54      | 4º R          | 6m27s43    | 3º S A/B   |         |          | 6m16s30   | 6º FB     | 6m07s79  | 5º (11º)             |
| Marcus McElhenney Josh Inman Bryan Volpenhein Daniel Walsh Steven Coppola Micah Boyd Wyatt Allen Beau Hoopman Matt Schnobrich | Oito com        | 5 m29s60      | 2º R          | 5 m38s95   | 1º FA      |         |          |           |           | 5 m25s34 | Medalha de bronze    |

Feminino
| Equipe | Evento           | Eliminatórias | Eliminatórias | Repescagem | Repescagem | Quartas | Quartas  | Semifinal | Semifinal | Final   | Final                |
| Equipe | Evento           | Tempo         | Posição       | Tempo      | Posição    | Tempo   | Posição  | Tempo     | Posição   | Tempo   | Posição (Pos. final) |
| --- | ---------------- | ------------- | ------------- | ---------- | ---------- | ------- | -------- | --------- | --------- | ------- | -------------------- |
| Michelle Guerette | Skiff simples    | 7m49s14       | 2º Q          |            |            | 7m28s91 | 1º S A/B | 7m35s69   | 2º FA     | 7m22s78 | Medalha de prata     |
| Portia McGee Anne Cummins                                                                                            | Dois sem         | 7m29s95       | 4º R          | 7m32s26    | 3º FB      |         |          |           |           | 7m33s17 | 1º (7º)              |
| Megan Kalmoe Ellen Tomek                                                                                             | Skiff duplo      | 7m11s17       | 3º R          | 6m58s84    | 1º FA      |         |          |           |           | 7m17s53 | 5º (5º)              |
| Renee Hykel Jennifer Goldsack                                                                                        | Skiff duplo leve | 6m53s32       | 3º R          | 7m22s22    | 1º S A/B   |         |          | 7m12s15   | 4º FB     | 7m09s02 | 4º (10º)             |
| Margot Shumway Jennifer Kaido Lindsay Meyer Lia Pernell                                                              | Skiff quádruplo  | 6m19s89       | 3º R          | 6m39s53    | 2º FA      |         |          |           |           | 6m25s86 | 5º (5º)              |
| Erin Cafaro Lindsay Shoop Anna Goodale Elle Logan Anna Cummins Susan Francia Caroline Lind Caryn Davies Mary Whipple | Oito com         | 6m06s53       | 1º FA         |            |            |         |          |           |           | 6m05s34 | Medalha de ouro      |

### Saltos ornamentais
A delegação norte-americana contou com representantes em todas as categorias de disputas nos saltos ornamentais, estando presente também em todas as finais.
| Atleta                             | Prova                                  | Preliminares | Preliminares | Semi-final | Semi-final | Final       | Final       |
| Atleta                             | Prova                                  | Pontos       | Pos.         | Pontos     | Pos.       | Pontos      | Pos.        |
| ---------------------------------- | -------------------------------------- | ------------ | ------------ | ---------- | ---------- | ----------- | ----------- |
| Chris Colwill                      | Trampolim 3 m individual masculino     | 464,75       | 7 Q          | 480,95     | 6 Q        | 425,90      | 12          |
| Troy Dumais                        | Trampolim 3 m individual masculino     | 448,4        | 12 Q         | 463,15     | 10 Q       | 472,50      | 6           |
| David Boudia                       | Plataforma 10 m individual masculino   | 481,70       | 6 Q          | 474,95     | 7 Q        | 441,45      | 10          |
| Thomas Finchum                     | Plataforma 10 m individual masculino   | 477,00       | 7 Q          | 491,55     | 5 Q        | 412,65      | 12          |
| Chris Colwill Jevon Tarantino      | Trampolim 3 m sincronizado masculino   |              |              |            |            | 410,73      | 4           |
| David Boudia Thomas Finchum        | Plataforma 10 m sincronizado masculino |              |              |            |            | 440,64      | 5           |
| Christina Loukas                   | Trampolim 3 m individual feminino      | 312,60       | 8 Q          | 329,00     | 7 Q        | 315,70      | 9           |
| Nancileia Foster                   | Trampolim 3 m individual feminino      | 300,15       | 11 Q         | 338,90     | 4 Q        | 316,70      | 8           |
| Haley Ishimatsu                    | Plataforma 10 m individual feminino    | 329,00       | 10 Q         | 292,95     | 14         | Não avançou | Não avançou |
| Laura Wilkinson                    | Plataforma 10 m individual feminino    | 370,70       | 5 Q          | 346,10     | 6 Q        | 311,80      | 9           |
| Kelci Bryant Ariel Rittenhouse     | Trampolim 3 m sincronizado feminino    |              |              |            |            | 314,40      | 4           |
| Marybeth Dunnichay Haley Ishimatsu | Plataforma 10 m sincronizado feminino  |              |              |            |            | 309,12      | 5           |

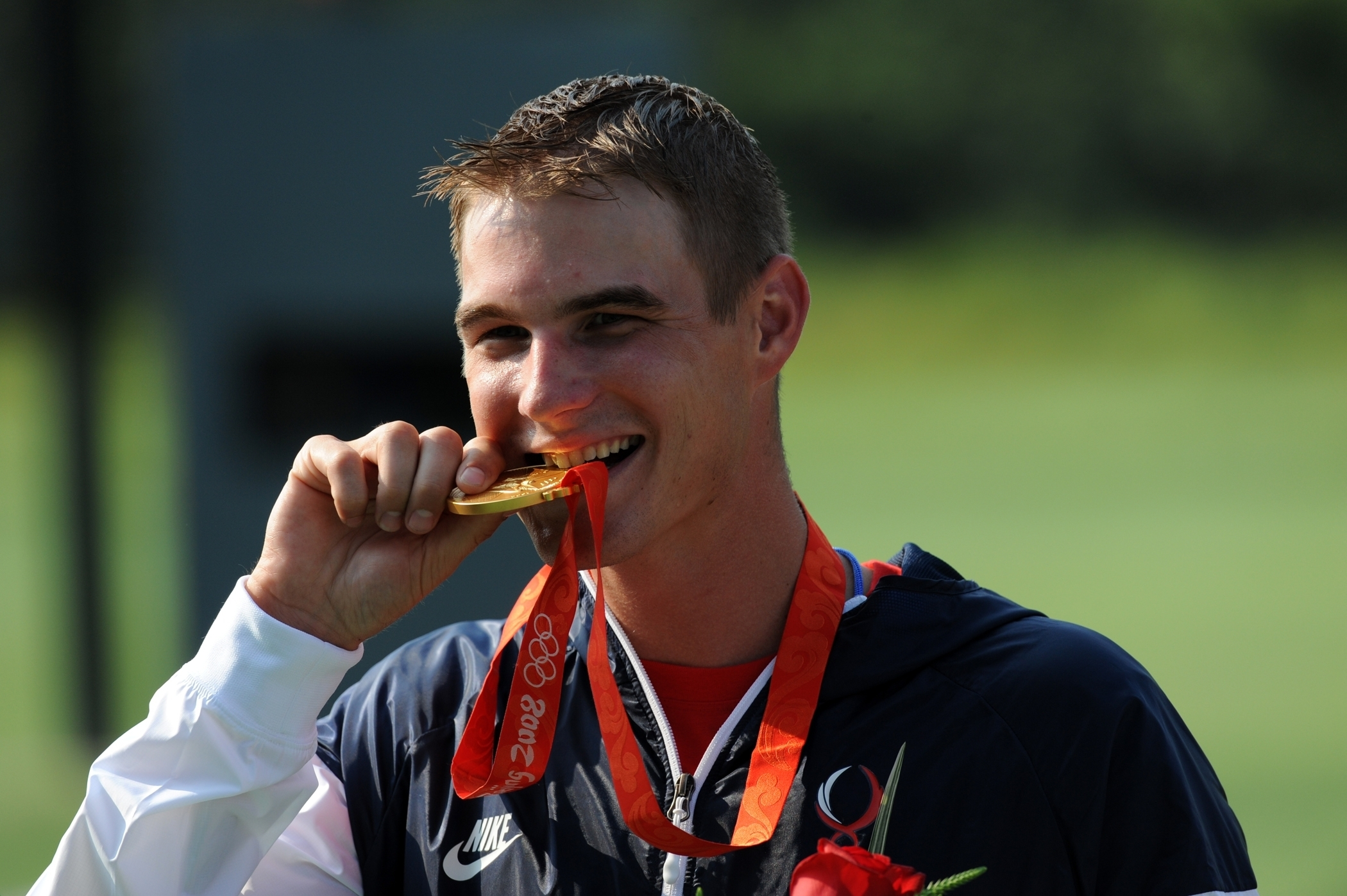
Walton Eller conquistou a medalha de ouro na fossa olímpica dublê.

### Softbol
Feminino
| Equipe | Primeira fase | Primeira fase | Semifinal              | Final                  | Pos.             |
| Equipe | Adversário e resultado | Pos.          | Adversário e resultado | Adversário e resultado | Pos.             |
| --- | --- | ------------- | ---------------------- | ---------------------- | ---------------- |
| Monica Abbott Laura Berg Crystl Bustos Andrea Duran Jennie Finch Tairia Flowers Vicky Galindo Lovieanne Jung Kelly Kretschman Lauren Lappin Caitlin Lowe Jessica Mendoza Stacey Nuveman Cat Osterman Natasha Watley | VEN Venezuela V 11-0 AUS Austrália V 3-0 JPN Japão V 7-0 CAN Canadá V 8-1 TPE Taipé Chinês V 7-0 NED Países Baixos V 8-0 CHN China V 9-0 | 1º            | JPN Japão V 4-0        | JPN Japão D 1-3        | Medalha de prata |

### Taekwondo
Masculino
| Atleta       | Evento | Preliminares           | Quartas                | Semifinais             | Repescagem             | Final                                    | Posição           |
| Atleta       | Evento | Adversário e resultado | Adversário e resultado | Adversário e resultado | Adversário e resultado | Adversário e resultado                   | Posição           |
| ------------ | ------ | ---------------------- | ---------------------- | ---------------------- | ---------------------- | ---------------------------------------- | ----------------- |
| Mark Lopez   | -68 kg | AFG N. Bahave V 3-0    | GER D. Manz V 3-1      | PER P. López V 2-1     |                        | KOR Son T-J. D 2-3                       | Medalha de prata  |
| Steven Lopez | -80 kg | TUR B. Tanrıkulu V 3-0 | ITA M. Sarmiento D 1-2 |                        | CIV S. Konan V 3-0     | Disputa pelo bronze AZE R. Ahmadov V 3-2 | Medalha de bronze |

Feminino
| Atleta          | Evento | Preliminares           | Quartas                | Semifinais             | Repescagem             | Final                                      | Posição           |
| Atleta          | Evento | Adversário e resultado | Adversário e resultado | Adversário e resultado | Adversário e resultado | Adversário e resultado                     | Posição           |
| --------------- | ------ | ---------------------- | ---------------------- | ---------------------- | ---------------------- | ------------------------------------------ | ----------------- |
| Charlotte Craig | -49 kg | SUI M. Bezzola V 4-0   | VEN D. Contreras D 2-3 | Não avançou            | Não avançou            | Não avançou                                | Não avançou       |
| Diana Lopez     | -57 kg | THA C. Premwaew V 2-0  | TUR A. Tanrıkulu D 1-2 |                        | MAS T. Elaine V 3-0    | Disputa pelo bronze ITA V. Calabrese V 3-2 | Medalha de bronze |

### Tênis
Masculino
| Atleta                  | Evento  | Fase de 64                  | Fase de 32                               | Fase de 16                            | Quartas                                | Semifinais                               | Final                                                          | Final             |
| Atleta                  | Evento  | Adversário e resultado      | Adversário e resultado                   | Adversário e resultado                | Adversário e resultado                 | Adversário e resultado                   | Adversário e resultado                                         | Posição           |
| ----------------------- | ------- | --------------------------- | ---------------------------------------- | ------------------------------------- | -------------------------------------- | ---------------------------------------- | -------------------------------------------------------------- | ----------------- |
| James Blake             | Simples | AUS C. Guccione V 6-3, 7-63 | SVK D. Hrbaty V 7-63, 4-6, 6-3           | FRA G. Simon V 6-4, 6-2               | SUI R. Federer V 6-4, 7-62             | CHI F. González D 4-6, 7-5, 11-9         | Disputa pelo bronze SRB N. Đoković D 3-6, 64-7                 | 4º                |
| Robby Ginepri           | Simples | SRB N. Đoković D 4-6, 4-6   | Não avançou                              | Não avançou                           | Não avançou                            | Não avançou                              | Não avançou                                                    | Não avançou       |
| Sam Querrey             | Simples | RUS I. Andreev D 4-6, 4-6   | Não avançou                              | Não avançou                           | Não avançou                            | Não avançou                              | Não avançou                                                    | Não avançou       |
| James Blake Sam Querrey | Duplas  |                             | RUS I. Andreev - N. Davydenko D 3-6, 4-6 | Não avançou                           | Não avançou                            | Não avançou                              | Não avançou                                                    | Não avançou       |
| Bob Bryan Mike Bryan    | Duplas  |                             | BAH M. Knowles - D. Mullings V 6-2, 6-1  | AUT J. Knowle - J. Melzer V 7-62, 6-4 | AUS C. Guccione - L. Hewitt V 6-4, 6-3 | SUI R. Federer - S. Wawrinka D 66-7, 4-6 | Disputa pelo bronze FRA A. Clement - M. Llodra V 3-6, 6-3, 6-4 | Medalha de bronze |

Feminino
| Atleta                         | Evento  | Fase de 64                   | Fase de 32                                     | Fase de 16                                    | Quartas                                                    | Semifinais                                        | Final                                                 | Final           |
| Atleta                         | Evento  | Adversário e resultado       | Adversário e resultado                         | Adversário e resultado                        | Adversário e resultado                                     | Adversário e resultado                            | Adversário e resultado                                | Posição         |
| ------------------------------ | ------- | ---------------------------- | ---------------------------------------------- | --------------------------------------------- | ---------------------------------------------------------- | ------------------------------------------------- | ----------------------------------------------------- | --------------- |
| Jill Craybas                   | Simples | SUI P. Schnyder D 3-6, 2-6   | Não avançou                                    | Não avançou                                   | Não avançou                                                | Não avançou                                       | Não avançou                                           | Não avançou     |
| Serena Williams                | Simples | BLR O. Govortsova V 6-3, 6-1 | AUS S. Stosur V 6-2, 6-0                       | FRA A. Cornet V 3-6, 6-3, 6-4                 | RUS E. Dementieva D 6-4, 4-6, 3-6                          | Não avançou                                       | Não avançou                                           | Não avançou     |
| Venus Williams                 | Simples | SUI T. Bacsinzsky V 6-3, 6-2 | CZE I. Benesova V 6-1, 6-4                     | BLR V. Azarenka V 6-3, 6-2                    | CHN Li N. D 5-7, 5-7                                       | Não avançou                                       | Não avançou                                           | Não avançou     |
| Lindsay Davenport Liezel Huber | Duplas  |                              | POL K. Jans - A. Rosolska V 6-2, 6-1           | BLR V. Azarenka - T. Poutchek V 6-4, 4-6, 6-3 | ESP A. Medina Garrigues - V. Ruano Pascual D 7-5, 6-7, 6-8 | Não avançou                                       | Não avançou                                           | Não avançou     |
| Serena Williams Venus Williams | Duplas  |                              | CZE I. Benesova - N. Vaidisova V 4-6, 7-5, 6-1 | JPN A. Morita - A. Sugiyama V 7-5, 6-2        | RUS E. Vesnina - V. Zvonareva V 6-4, 6-0                   | UKR A. Bondarenko - K. Bondarenko V 4-6, 6-4, 6-1 | ESP A. Medina Garrigues - V. Ruano Pascual V 6-2, 6-0 | Medalha de ouro |

### Tênis de mesa
Masculino
| Atleta(s)    | Evento     | Preliminar                                                      | 1ª etapa               | 2ª etapa               | 3ª etapa               | 4ª etapa               | Quartas                | Semifinais             | Final                  |
| Atleta(s)    | Evento     | Adversário e resultado                                          | Adversário e resultado | Adversário e resultado | Adversário e resultado | Adversário e resultado | Adversário e resultado | Adversário e resultado | Adversário e resultado |
| ------------ | ---------- | --------------------------------------------------------------- | ---------------------- | ---------------------- | ---------------------- | ---------------------- | ---------------------- | ---------------------- | ---------------------- |
| David Zhuang | Individual | NGR S. Toriola D 3-4 (11-8, 8-11, 11-2, 6-11, 11-9, 7-11, 8-11) | Não avançou            | Não avançou            | Não avançou            | Não avançou            | Não avançou            | Não avançou            | Não avançou            |

Feminino
| Atleta(s)     | Evento     | Preliminar                                              | 1ª etapa               | 2ª etapa                                                   | 3ª etapa                                              | 4ª etapa                                                       | Quartas                                           | Semifinais             | Final                  |
| Atleta(s)     | Evento     | Adversário e resultado                                  | Adversário e resultado | Adversário e resultado                                     | Adversário e resultado                                | Adversário e resultado                                         | Adversário e resultado                            | Adversário e resultado | Adversário e resultado |
| ------------- | ---------- | ------------------------------------------------------- | ---------------------- | ---------------------------------------------------------- | ----------------------------------------------------- | -------------------------------------------------------------- | ------------------------------------------------- | ---------------------- | ---------------------- |
| Wang Chen     | Individual |                                                         |                        |                                                            | HUN K. Toth V 4-1 (11-7, 11-7, 11-6, 11-13, 11-2)     | KOR Kim K-A. V 4-3 (11-9, 9-11, 11-8, 10-12, 6-11, 11-9, 11-5) | SIN Li J. D 1-4 (13-15, 6-11, 10-12, 15-13, 4-11) | Não avançou            | Não avançou            |
| Gao Jun       | Individual |                                                         |                        | SVK E. Odorova V 4-2 (10-12, 11-2, 11-9, 9-11, 11-9, 11-4) | JPN S. Hirano V 4-1 (14-12, 11-1, 10-12, 11-7, 14-12) | DOM Wu X. D 3-4 (10-12, 8-11, 11-6, 3-11, 11-8, 14-12, 9-11)   | Não avançou                                       | Não avançou            | Não avançou            |
| Crystal Huang | Individual | CGO Yang F. D 2-4 (11-4, 8-11, 11-9, 5-11, 11-13, 9-11) | Não avançou            | Não avançou                                                | Não avançou                                           | Não avançou                                                    | Não avançou                                       | Não avançou            | Não avançou            |

| Atletas                                        | Evento  | Fase de grupos          | Fase de grupos | Semifinal              | Repescagem 1ª rodada   | Repescagem 2ª rodada    | Final                  | Pos.        |
| Atletas                                        | Evento  | Adversário e resultado  | Pos.           | Adversário e resultado | Adversário e resultado | Adversário e resultado  | Adversário e resultado | Pos.        |
| ---------------------------------------------- | ------- | ----------------------- | -------------- | ---------------------- | ---------------------- | ----------------------- | ---------------------- | ----------- |
| Gao Jun Crystal Huang Wang Chen Jacqueline Lee | Equipes | SIN Singapura D 0-3     | 2º (Grupo B)   |                        | ROU Romênia V 3-1      | KOR Coreia do Sul D 0-3 | Não avançou            | Não avançou |
| Gao Jun Crystal Huang Wang Chen Jacqueline Lee | Equipes | NED Países Baixos V 3-1 | 2º (Grupo B)   |                        | ROU Romênia V 3-1      | KOR Coreia do Sul D 0-3 | Não avançou            | Não avançou |
| Gao Jun Crystal Huang Wang Chen Jacqueline Lee | Equipes | NGR Nigéria V 3-0       | 2º (Grupo B)   |                        | ROU Romênia V 3-1      | KOR Coreia do Sul D 0-3 | Não avançou            | Não avançou |

### Tiro
Masculino
| Evento                 | Atleta           | Qualificação | Qualificação | Final                                    | Final             |
| Evento                 | Atleta           | Placar       | Posição      | Placar                                   | Posição           |
| ---------------------- | ---------------- | ------------ | ------------ | ---------------------------------------- | ----------------- |
| Carabina de ar 10 m    | Jason Parker     | 591          | 23º          | Não avançou                              | Não avançou       |
| Carabina de ar 10 m    | Steven Scherer   | 590          | 27º          | Não avançou                              | Não avançou       |
| Carabina deitado 50 m  | Mike Anti        | 594          | 9º           | Não avançou                              | Não avançou       |
| Carabina deitado 50 m  | Matthew Emmons   | 597          | 2º           | 701,7                                    | Medalha de prata  |
| Carabina três posições | Matthew Emmons   | 1175         | 2º           | 1270,3                                   | 4º                |
| Carabina três posições | Jason Parker     | 1164         | 22º          | Não avançou                              | Não avançou       |
| Pistola de ar 10 m     | Brian Beaman     | 581          | 6º           | 682,0                                    | 4º                |
| Pistola de ar 10 m     | Jason Turner     | 583          | 4º           | 682,0                                    | Medalha de bronze |
| Tiro rápido 25 m       | Keith Sanderson  | 583 (OR)     | 1º           | 776,6                                    | 5º                |
| Pistola livre 50 m     | Daryl Szarenski  | 555          | 14º          | Não avançou                              | Não avançou       |
| Pistola livre 50 m     | Jason Turner     | 553          | 21º          | Não avançou                              | Não avançou       |
| Fossa olímpica         | Bret Erickson    | 113          | 22º          | Não avançou                              | Não avançou       |
| Fossa olímpica         | Dominic Grazioli | 113          | 23º          | Não avançou                              | Não avançou       |
| Fossa olímpica dublê   | Walton Eller     | 145 (OR)     | 1º           | 190 (OR)                                 | Medalha de ouro   |
| Fossa olímpica dublê   | Jeff Holguin     | 140          | 3º           | 182                                      | 4º                |
| Skeet                  | Vincent Hancock  | 121 (OR)     | 1º           | 145 (OR) Desempate: NOR T. Brovold V 4-3 | Medalha de ouro   |
| Skeet                  | Sean McLelland   | 118          | 11º          | Não avançou                              | Não avançou       |

Feminino
| Evento                 | Atleta             | Qualificação | Qualificação | Final       | Final             |
| Evento                 | Atleta             | Placar       | Posição      | Placar      | Posição           |
| ---------------------- | ------------------ | ------------ | ------------ | ----------- | ----------------- |
| Carabina de ar 10 m    | Jamie Beyerle      | 397          | 5º           | 499,8       | 4º                |
| Carabina de ar 10 m    | Emily Caruso       | 395          | 15º          | Não avançou | Não avançou       |
| Carabina três posições | Jamie Beyerle      | 586          | 5º           | 686,9       | 5º                |
| Carabina três posições | Sandra Fong        | 577          | 21º          | Não avançou | Não avançou       |
| Pistola de ar 10 m     | Brenda Shinn       | 373          | 37º          | Não avançou | Não avançou       |
| Pistola de ar 10 m     | Rebecca Snyder     | 370          | 41º          | Não avançou | Não avançou       |
| Pistola livre 25 m     | Elizabeth Callahan | 575          | 25º          | Não avançou | Não avançou       |
| Pistola livre 25 m     | Rebecca Snyder     | 575          | 28º          | Não avançou | Não avançou       |
| Fossa olímpica         | Corey Cogdell      | 69           | 4º           | 86          | Medalha de bronze |
| Skeet                  | Kim Rhode          | 70           | 3º           | 93 (OR)     | Medalha de prata  |

### Tiro com arco
Masculino
| Atleta                                   | Evento     | Fase de Ranking | Fase de Ranking | Fase de 64                         | Fase de 32                        | Oitavas                    | Quartas                  | Semifinais             | Final                  | Final       |
| Atleta                                   | Evento     | Placar          | Chave           | Adversário e resultado             | Adversário e resultado            | Adversário e resultado     | Adversário e resultado   | Adversário e resultado | Adversário e resultado | Posição     |
| ---------------------------------------- | ---------- | --------------- | --------------- | ---------------------------------- | --------------------------------- | -------------------------- | ------------------------ | ---------------------- | ---------------------- | ----------- |
| Brady Ellison                            | Individual | 664             | 15º             | CAN J. Burnes V 111-89             | CAN J. Lyon D 107-113             | Não avançou                | Não avançou              | Não avançou            | Não avançou            | Não avançou |
| Butch Johnson                            | Individual | 653             | 40º             | RUS A. Abramov V 109 (26)-109 (25) | KOR Im D-H. D 106-115             | Não avançou                | Não avançou              | Não avançou            | Não avançou            | Não avançou |
| Vic Wunderle                             | Individual | 652             | 41º             | MEX E. Vélez V 106-102             | ITA I. di Buò V 108 (19)-108 (17) | KOR Im D-H. V 113-111      | MEX J. Serrano D 106-113 | Não avançou            | Não avançou            | Não avançou |
| Brady Ellison Butch Johnson Vic Wunderle | Equipes    | 1969            | 10º             |                                    |                                   | TPE Taipé Chinês D 218-222 | Não avançou              | Não avançou            | Não avançou            | Não avançou |

Feminino
| Atleta           | Evento     | Fase de Ranking | Fase de Ranking | Fase de 64                  | Fase de 32                  | Oitavas                | Quartas                | Semifinais             | Final                  | Final       |
| Atleta           | Evento     | Placar          | Chave           | Adversário e resultado      | Adversário e resultado      | Adversário e resultado | Adversário e resultado | Adversário e resultado | Adversário e resultado | Posição     |
| ---------------- | ---------- | --------------- | --------------- | --------------------------- | --------------------------- | ---------------------- | ---------------------- | ---------------------- | ---------------------- | ----------- |
| Jennifer Nichols | Individual | 637             | 24º             | INA I. Rochmawati V 114-101 | JPN N. Hayakawa D 103-105   | Não avançou            | Não avançou            | Não avançou            | Não avançou            | Não avançou |
| Khatuna Lorig    | Individual | 635             | 26º             | FRA V. Arnold V 107-105     | GBR A. Williamson V 112-109 | COL A. Rendón V 107-95 | KOR Yun O-H. D 105-111 | Não avançou            | Não avançou            | Não avançou |

### Triatlo
Masculino
| Atleta           | Evento    | Natação | Natação | Ciclismo | Ciclismo | Corrida | Corrida | Total       | Posição final |
| Atleta           | Evento    | Tempo   | Posição | Tempo    | Posição  | Tempo   | Posição | Total       | Posição final |
| ---------------- | --------- | ------- | ------- | -------- | -------- | ------- | ------- | ----------- | ------------- |
| Hunter Kemper    | Masculino | 18m04s  | 4º      | 1h17m40s | 5º       | 31m40s  | 7º      | 1h49m48s75  | 7º            |
| Jarrod Shoemaker | Masculino | 18m19s  | 23º     | 1h17m51s | 50º      | 32m27s  | 16º     | 1h50 m46s39 | 18º           |
| Matthew Reed     | Masculino | 18m25s  | 36º     | 1h17m43s | 26º      | 34m19s  | 31º     | 1h52m30s44  | 32º           |

Feminino
| Atleta            | Evento   | Natação | Natação | Ciclismo | Ciclismo | Corrida | Corrida | Total       | Posição final |
| Atleta            | Evento   | Tempo   | Posição | Tempo    | Posição  | Tempo   | Posição | Total       | Posição final |
| ----------------- | -------- | ------- | ------- | -------- | -------- | ------- | ------- | ----------- | ------------- |
| Laura Bennett     | Feminino | 19m49s  | 1º      | 1h24m42s | 13º      | 35 m10s | 7º      | 2h00 m21s54 | 4º            |
| Sarah Haskins     | Feminino | 19m50s  | 3º      | 1m24m40s | 9º       | 36m10s  | 17º     | 2h01m22s57  | 11º           |
| Julie Swail Ertel | Feminino | 19m51s  | 6º      | 1m24m45s | 20º      | 37m22s  | 26º     | 2h02m39s22  | 19º           |

### Vela
Masculino
| Atleta                      | Evento | Regata | Regata | Regata | Regata | Regata | Regata | Regata | Regata | Regata | Regata | Regata  | Pontos | Posição |
| Atleta                      | Evento | 1      | 2      | 3      | 4      | 5      | 6      | 7      | 8      | 9      | 10     | M       | Pontos | Posição |
| --------------------------- | ------ | ------ | ------ | ------ | ------ | ------ | ------ | ------ | ------ | ------ | ------ | ------- | ------ | ------- |
| Benjamin Barger             | RS:X   | 21     | 22     | 24     | 26     | 26     | 32     | 25     | 17     | 25     | 31     | Não av. | 217    | 26º     |
| Andrew Campbell             | Laser  | 14     | 18     | 1      | 26     | 32     | BFD    | 8      | DSQ    | 31     |        | Não av. | 174    | 26º     |
| Stuart McNay Graham Biehl   | 470    | 26     | 12     | OCS    | 17     | 15     | 1      | 4      | 1      | 6      | 23     | Não av. | 105    | 13º     |
| John Dane III Austin Sperry | Star   | 8      | 2      | 4      | 12     | 15     | 15     | 16     | 16     | 10     | 4      | Não av. | 86     | 11º     |

Feminino
| Atleta                                   | Evento       | Regata | Regata | Regata | Regata | Regata | Regata | Regata | Regata | Regata | Regata | Regata  | Pontos | Posição         |
| Atleta                                   | Evento       | 1      | 2      | 3      | 4      | 5      | 6      | 7      | 8      | 9      | 10     | M       | Pontos | Posição         |
| ---------------------------------------- | ------------ | ------ | ------ | ------ | ------ | ------ | ------ | ------ | ------ | ------ | ------ | ------- | ------ | --------------- |
| Nancy Rios                               | RS:X         | 25     | 24     | 22     | 26     | 24     | 27     | DNF    | DNF    | 26     | 22     | Não av. | 224    | 26º             |
| Anna Tunnicliffe                         | Laser Radial | 4      | 5      | 6      | 5      | 6      | 3      | 15     | 2      | 2      |        | 4       | 37     | Medalha de ouro |
| Amanda Clark Sara Mergenthaler           | 470          | 12     | 12     | 10     | 14     | 4      | 17     | 7      | 6      | 17     | 7      | Não av. | 89     | 12º             |
| Sally Barkow Carrie Howe Deborah Capozzi | Yngling      | 14     | 2      | 8      | 5      | 6      | 11     | 1      | 10     |        |        | 9       | 63     | 8º              |

Aberto
| Atleta                       | Evento  | Regata | Regata | Regata | Regata | Regata | Regata | Regata | Regata | Regata | Regata | Regata | Regata | Regata  | Pontos | Posição          |
| Atleta                       | Evento  | 1      | 2      | 3      | 4      | 5      | 6      | 7      | 8      | 9      | 10     | 11     | 12     | M       | Pontos | Posição          |
| ---------------------------- | ------- | ------ | ------ | ------ | ------ | ------ | ------ | ------ | ------ | ------ | ------ | ------ | ------ | ------- | ------ | ---------------- |
| Zach Railey                  | Finn    | 2      | 5      | 2      | 2      | 7      | 8      | 7      | 19     |        |        |        |        | 12      | 45     | Medalha de prata |
| Tim Wadlow Chris Rast        | 49er    | 5      | 4      | 15     | 16     | 5      | 10     | 1      | 1      | 1      | 3      | 8      | 4      | 22      | 89     | 6º               |
| John Lovell Charlie Ogletree | Tornado | 14     | 12     | 7      | 11     | 12     | 14     | 15     | 15     | 14     | 15     |        |        | Não av. | 114    | 15º              |

### Voleibol de praia
Masculino
| Atleta                      | Fase de grupos | Fase de grupos | Oitavas de final                                        | Quartas de final                                  | Semifinais                          | Final                                                   | Final                  |
| Atleta                      | Adversário e resultado | Pos.           | Adversário e resultado                                  | Adversário e resultado                            | Adversário e resultado              | Adversário e resultado                                  | Adversário e resultado |
| --------------------------- | --- | -------------- | ------------------------------------------------------- | ------------------------------------------------- | ----------------------------------- | ------------------------------------------------------- | ---------------------- |
| Phil Dalhausser Todd Rogers | LAT A. Samoilovs/M. Pļaviņš D 0 - 2 (19-21; 18-21) SUI S. Heyer/P. Heuscher V 2 - 0 (21-15; 21-10) ARG M. Conde/M. Baracetti V 2 - 0 (21-12; 21-13)      | 2º (gr. B)     | SUI M. Laciga/J. Schnider V 2 - 1 (21-16; 21-23; 15-13) | GER D. Klemperer/E. Koreng V 2 - 0 (21-13; 25-23) | GEO Geor/Gia V 2 - 0 (21-11; 21-13) | BRA M. Araújo/F. Magalhães V 2 - 1 (23-21; 17-21; 15-4) | Medalha de ouro        |
| Jake Gibb Sean Rosenthal    | NED E. Boersma/B. Ronnes V 2 - 0 (21-16; 21-15) GER J. Brink/C. Dieckmann V 2 - 0 (21-15; 21-13) JPN K. Asahi/K. Shiratori V 2 - 1 (21-15; 19-21; 18-16) | 1º (gr. F)     | ESP P. Herrera/R. Mesa V 2 - 0 (26-24; 21-17)           | BRA R. Santos/E. Rego D 0 - 2 (18-21; 16-21)      | Não avançou                         | Não avançou                                             | Não avançou            |

Feminino
| Atleta                        | Fase de grupos | Fase de grupos | Oitavas de final                                         | Quartas de final                                 | Semifinais                                       | Final                                      | Final                  |
| Atleta                        | Adversário e resultado | Pos.           | Adversário e resultado                                   | Adversário e resultado                           | Adversário e resultado                           | Adversário e resultado                     | Adversário e resultado |
| ----------------------------- | --- | -------------- | -------------------------------------------------------- | ------------------------------------------------ | ------------------------------------------------ | ------------------------------------------ | ---------------------- |
| Misty May-Treanor Kerri Walsh | JPN M. Teru Saiki/C. Kusuhara V 2 - 0 (21-12; 21-15) CUB D. Fernández/T. Larrea Peraza V 2 - 0 (21-15; 21-16) NOR N. Håkedal/I. Tørlen V 2 - 0 (21-12; 21-15) | 1º (gr. B)     | BEL L. van Breedam/L. Mouha V 2 - 0 (24-22; 21-10)       | BRA L. França/A. Connelly V 2 - 0 (21-18; 21-15) | BRA T. Antunes/R. Ribeiro V 2 - 0 (21-12; 21-14) | CHN Tian J./Wang J. V 2 - 0 (21-18; 21-18) | Medalha de ouro        |
| Nicole Branagh Elaine Youngs  | NED R. Kadijk/M. Mooren V 2 - 0 (21-19; 27-25) GER S. Pohl/O. Rau V 2 - 0 (21-17; 21-16) CUB I. Esteves Ribalta/M. Crespo V 2 - 1 (21-19; 13-21; 15-12)       | 1º (gr. E)     | CUB D. Fernández/T. Larrea Peraza V 2 - 0 (21-15; 21-13) | CHN Xue C./Zhang X. D 0 - 2 (17-21; 13-21)       | Não avançou                                      | Não avançou                                | Não avançou            |

### Voleibol
Masculino
| Equipe | Fase de Grupos | Fase de Grupos | Quartas de final                                       | Semifinal                                              | Final                                           | Pos.            |
| Equipe | Adversário e resultado | Pos.           | Adversário e resultado                                 | Adversário e resultado                                 | Adversário e resultado                          | Pos.            |
| --- | --- | -------------- | ------------------------------------------------------ | ------------------------------------------------------ | ----------------------------------------------- | --------------- |
| Reid Priddy Clay Stanley Riley Salmon Gabe Gardner Sean Rooney Scott Touzinsky Tom Hoff Ryan Millar David Lee Lloy Ball Kevin Hansen Rich Lambourne | VEN Venezuela V 3 - 2 (25-18; 25-18; 21-25; 21-25; 15-10) ITA Itália V 3 - 1 (24-26; 25-22; 25-15; 25-21) BUL Bulgária V 3 - 1 (27-29; 25-21; 25-14; 26-24) CHN China V 3 - 0 (25-22; 25-12; 25-18) JPN Japão V 3 - 0 (25-18; 25-12; 25-21) | 1º (Gr. A)     | SRB Sérvia V 3 - 2 (20-25; 25-23; 21-25; 25-18; 15-12) | RUS Rússia V 3 - 2 (25-22; 25-21; 25-27; 22-25; 15-13) | BRA Brasil V 3 - 1 (20-25; 25-22; 25-21; 25-23) | Medalha de ouro |

Feminino
| Equipe | Fase de Grupos | Fase de Grupos | Quartas de final                                      | Semifinal                              | Final                                           | Pos.             |
| Equipe | Adversário e resultado | Pos.           | Adversário e resultado                                | Adversário e resultado                 | Adversário e resultado                          | Pos.             |
| --- | --- | -------------- | ----------------------------------------------------- | -------------------------------------- | ----------------------------------------------- | ---------------- |
| Kim Glass Logan Tom Ogonna Nnamani Tayyiba Haneef-Park Kim Willoughby Danielle Scott-Arruda Jennifer Joines Heather Bown Lindsey Berg Robyn Ah Mow-Santos Stacy Sykora Nicole Davis | JPN Japão V 3 - 1 (25-20; 20-25; 25-19; 25-21) CUB Cuba D 0 - 3 (15-25; 24-26; 17-25) VEN Venezuela V 3 - 1 (25-17; 20-25; 25-14; 25-18) CHN China V 3 - 2 (23-25; 25-22; 23-25; 25-20; 15-11) POL Polônia V 3 - 2 (18-25; 25-21; 19-25; 25-19; 15-13) | 2º (Gr. A)     | ITA Itália V 3 - 2 (20-25; 25-21; 19-25; 25-19; 15-6) | CUB Cuba V 3 - 0 (25-20; 25-16; 25-17) | BRA Brasil D 1 - 3 (15-25; 25-18; 13-25; 21-25) | Medalha de prata |

Legenda
| Recorde mundial      | Recorde mundial (World record)               |                       | Recorde africano                      | Recorde africano (African) |                                           | Q | Classificado por posição (Qualified) |
| Recorde olímpico     | Recorde olímpico (Olympic record)            | Recorde da América    | Recorde da América (Americas)         | q                          | Classificado por melhor tempo (Qualified) |   |                                      |
| Melhor marca do ano  | Melhor marca do ano (World leading)          | Recorde asiático      | Recorde asiático (Asian)              | DNS                        | Não largou (Did not start)                |   |                                      |
| Recorde nacional     | Recorde nacional (National record)           | Recorde europeu       | Recorde europeu (European)            | DNF                        | Não terminou (Did not finish)             |   |                                      |
| Recorde pessoal      | Recorde pessoal do atleta (Personal best)    | Recorde da Oceania    | Recorde da Oceania (Oceania)          | DSQ / DQ                   | Desclassificado (Disqualified)            |   |                                      |
| Recorde da temporada | Recorde da temporada do atleta (Season best) | Recorde sul-americano | Recorde sul-americano (South America) | NM                         | Sem marca (No mark)                       |   |                                      |

### Remo
| S | Classificado(a) para as semifinais |    |                        | FA | Final A (disputa de medalhas) |  |  | FD | Final D (sem medalhas) |
| Q | Classificado(a) para as quartas    | FB | Final B (sem medalhas) | FE | Final E (sem medalhas)        |  |  |    |                        |
| R | Classificado(a) para a repescagem  | FC | Final C (sem medalhas) | FF | Final F (sem medalhas)        |  |  |    |                        |

### Vela
| M   | Regata da Medalha da qual só participam os dez primeiros colocados das regatas anteriores  |  |  | CAN | Regata cancelada |
| BFD | Desclassificado por bandeira preta (Black Flag Disqualified)                               |  |  |     |                  |
| UFD | Desclassificado por bandeira "U" (U Flag Disqualified)                                     |  |  |     |                  |
| OCS | Largada queimada (On the Course Side of the starting line)                                 |  |  |     |                  |
| DNE | Desclassificação sem eliminação (infração a um item do regulamento da prova – Did Not End) |  |  |     |                  |